# British and Irish Lions
Die British and Irish Lions (englisch; kurz Lions) sind eine Rugby-Union-Mannschaft, bestehend aus Spielern, die für die Nationalmannschaften von England, Irland, Schottland oder Wales (den so genannten Home Nations) spielberechtigt sind. Alle vier Jahre unternehmen die Lions eine mehrwöchige Tour, die alternierend durch Australien, Neuseeland oder Südafrika führt, die drei großen Rugbynationen der Südhemisphäre. Eine Tour umfasst in der Regel mehrere Test Matches gegen die jeweiligen Nationalmannschaften sowie Spiele gegen regionale Auswahlteams.
Gemeinsame Teams des damaligen Vereinigten Königreichs Großbritannien und Irland unternahmen seit 1888 Touren in die südliche Hemisphäre. Die erste Fahrt war eine rein kommerzielle Unternehmung ohne offiziellen Rückhalt der Verbände. Die sechs darauf folgenden Touren (vor der Südafrika-Tour 1910) erhielten zunehmend Unterstützung seitens der Verbände, auch wenn nur ein Kader Spieler aller vier Nationen umfasste. Seit 1910 wählt ein Gremium mit Vertretern aller Home Nations die beteiligten Spieler aus. 1950 bestand die Mannschaft erstmals ausschließlich aus Spielern, die bereits internationale Erfahrung hatten.
In der ersten Hälfte des 20. Jahrhunderts gelang es den Lions gewöhnlich nicht, eine aus mehreren Test Matches bestehende Serie für sich zu entscheiden. 1955 begann eine Art goldenes Zeitalter, als sie die Test-Match-Serie in Südafrika mit einem respektablen 2:2 abschlossen. Ihren Höhepunkt erreichten die Lions in den 1970er Jahren, als sie die Serien gegen Neuseeland und Südafrika für sich entscheiden konnten. Nach der Professionalisierung von Rugby-Union im Jahr 1995 blieben die Lions bestehen, doch die Touren sind aufgrund der geringeren Verfügbarkeit der Spieler deutlich kürzer geworden.

## Touren
Die Lions bilden ein Team, das aus Spielern zusammengesetzt ist, die auch für eine der vier Home Nations (England, Irland, Schottland, Wales) spielberechtigt sind und in der Regel einer dieser Nationalmannschaften angehören. Sie touren üblicherweise alle vier Jahre mehrere Wochen lang durch eine der drei führenden Rugbynationen der südlichen Hemisphäre. Es handelt sich dabei abwechselnd um Australien, Neuseeland und Südafrika. Vor dem Zweiten Weltkrieg gab es auch Touren nach Argentinien. Die bislang letzte Tour fand im Jahr 2021 statt und führte nach Südafrika. Die nächste soll 2025 nach Australien führen.
Ein Komitee bestehend aus Vertretern der vier beteiligten Verbände (Irish Rugby Football Union, Scottish Rugby Union, Welsh Rugby Union und die englische Rugby Football Union) ist für die Organisation der Tour verantwortlich und bestimmt mehrere Monate vor ihrem Beginn den Trainerstab. Der Cheftrainer stellt daraufhin in Absprache mit dem Komitee den Mannschaftskader zusammen. Auf Tour werden in der Mitte der Woche Spiele gegen regionale Auswahlteams und Vereine ausgetragen, am Wochenende stehen Länderspiele (Test Matches) gegen die Nationalmannschaft des Gastgeberlandes auf dem Programm. Es finden stets mindestens drei Test Matches statt; das Ziel der Lions während einer Tour ist es, mehr Siege in Test Matches zu erzielen als der Gastgeber und so die Serie für sich zu entscheiden. „Heimspiele“ der Lions sind sehr selten und dienen als Auftakt einer Tour vor der Abreise ins eigentliche Zielland. Eine Tour findet üblicherweise im Juni oder Juli statt, wenn anderswo die Mid-year Internationals ausgetragen werden. Die Aktivitäten der Home-Nations-Nationalteams sind während dieser Zeit stark reduziert und beschränken sich allenfalls auf Einsätze der Reserven oder Neulinge.
Die Spiele der Lions unter der Woche haben eher den Charakter von Schaukämpfen und dienen in erster Linie dazu, den aus vier Nationalmannschaften zusammengewürfelten Kader vor allem in taktischer Hinsicht besser abzustimmen und so die bestmögliche Aufstellung für die Test Matches zu ermitteln. Es gilt aber auch eine Balance zu wahren zwischen den Spielern, die unter der Woche zum Einsatz kommen und jenen, die für die Test Matches aufgeboten werden. Diesbezügliche Spannungen sind nicht ungewöhnlich. Auch die Anzahl der Spieler, die mit auf Tour genommen werden, wird häufig diskutiert. Zum Beispiel kritisierten bei der Neuseelandtour 2005 insbesondere schottische Medien, dass Schottland mit nur drei Spielern im ursprünglich 44 Mann starken Kader deutlich unterrepräsentiert sei. Es wurde auch die Frage aufgeworfen, ob eine vorgeschriebene Quote für jede Nation eingeführt werden solle. Dies gilt aber als unwahrscheinlich.

## Benennung und Symbole

### Spitzname
Die ersten Mannschaften traten unter der Bezeichnung British Isles auf. Auf ihrer Tournee durch Neuseeland und Australien im Jahr 1950 nahm das Team offiziell den Namen British Lions an. Dieser war erstmals 1924 von britischen und südafrikanischen Journalisten als Spitzname verwendet worden und bezog sich auf den Löwen, der auf dem Trikot abgebildet war. Der Löwe hatte damals vorübergehend das vierteilige Abzeichen ersetzt, auf dem die Symbole der vier beteiligten Verbände abgebildet sind.
Als das Team gegen Ende des 19. Jahrhunderts entstand, war das Vereinigte Königreich Großbritannien und Irland noch ein einziger Staat. Die Mannschaft bestand nach der Gründung des Irischen Freistaats im Jahr 1922 unverändert weiter, war aber weiterhin als British Isles oder British Lions bekannt. Im Laufe der Jahrzehnte empfanden die Iren diese Namen zunehmend als unpassend, da sie sich nicht repräsentiert fühlten. 2001 erfolgte deshalb die offizielle Umbenennung in British and Irish Lions. Die meisten Fans bezeichnen die Mannschaft weiterhin kurz als The Lions.

### Hymne
Da die Lions keine Nation vertreten, besitzen sie keine nationalen Kennzeichen wie Flagge oder Nationalhymne. Auf der Tour 1989 nach Australien wurde die britische Nationalhymne God Save the Queen gespielt, die im Sport vor allem mit England in Verbindung gebracht wird. Dies missfiel insbesondere den Spielern aus der Republik Irland, stieß aber auch in Wales und Schottland vereinzelt auf Kritik. Als Folge davon verzichtete man darauf, überhaupt eine Hymne spielen zu lassen. Für die Tour 2005 nach Neuseeland gab das Lions-Management dem Musiker Neil Myers den Auftrag, ein auf die Mannschaft abgestimmtes Lied zu komponieren. Es hieß The Power of Four und sollte vor den Spielen anstelle einer Nationalhymne gesungen werden. Die Uraufführung fand am 23. Mai 2005 im Millennium Stadium in Cardiff vor dem Auftaktspiel gegen Argentinien statt, gesungen durch die walisische Opernsängerin Katherine Jenkins. Bei Spielern, Fans und Medien stieß das Lied auf Ablehnung; es sei „zum Erschaudern“ und uninspierend. Seither findet es keine Verwendung mehr.

### Spielkleidung
Die Lions tragen seit 1950 ein rotes Trikot mit einem vierteiligen Emblem, das die vier Verbände repräsentiert. Hinzu kommen weiße Hosen und blaue Stutzen mit grünem oberem Abschluss. Auf diese Weise werden die Spielfarben aller vier Home Nations miteinbezogen (rot für Wales, weiß für England, blau für Schottland und grün für Irland). Vor 1950 durchlief die Spielkleidung mehrere signifikante Umgestaltungen.
1888 verlangte Arthur Shrewsbury, der Organisator der ersten Tour, „etwas, das ein gutes Material wäre und sie hier draußen dennoch im Sturm erobern würde“ (something that would be good material and yet take them by storm out here). Das Ergebnis war ein rot-weiß-blau gestreiftes Trikot mit weißen Hosen und dunklen Socken. Für die Südafrikatouren 1891 und 1896 behielt man die Farben bei, diesmal jedoch als rot-weiß-gestreiftes Trikot mit dunkelblauen Hosen und Socken. Für die Australientour 1899 kehrte die Mannschaft zu rot-weiß-blauen Trikots zurück, aber mit breiten blauen Streifen sowie roten und weißen dünnen Streifen. Die Hosen blieben blau, ebenso die Socken, denen man einen weißen Farbakzent hinzufügte. Bei der Südafrikatour 1903 trugen sie rot-weiß-gestreifte Trikots. Die einzigen Veränderungen waren etwas breitere rote als weiße Streifen (umgekehrt zu 1896) und der weiße Farbakzent auf den Socken von 1899 blieb teilweise erhalten. Auf der Australientour 1904 trug man dasselbe Trikot wie fünf Jahre zuvor. 1908, als die schottischen und irischen Verbände keine Spieler zur Verfügung stellten, trug die anglo-walisische Auswahl auf der Tour nach Australien und Neuseeland rote Trikots mit einem breiten weißen Streifen. Die blauen Hosen behielt man bei, die Socken waren aber erstmals rot mit einem weißen Farbakzent.
1910 beteiligten sich die Schotten wieder an der Südafrikatour. Demzufolge traten die Spieler in dunkelblauen Trikots mit weißen Hosen und den roten Socken von 1908 an. Die Trikots zierte auch ein großer Löwe. 1924 tourte die Auswahl erneut durch Südafrika und behielten die blauen Trikots bei, wobei diesmal die Hosen farblich dazu passten. Die Tour von 1924 ist die erste, bei der die Mannschaft als Lions bezeichnet wurde. Die Ironie dabei ist, dass sie auf dieser Tour das Wappen mit dem einzelnen Löwen durch den Vorläufer des Abzeichens mit den Symbolen der vier vertretenen Verbände ersetzte, das noch heute getragen wird. Zwar fehlte der Löwe auf den Trikots, doch die Spieler trugen bei ihrer Ankunft in Südafrika das Löwenmotiv auf ihren Krawatten, worauf die Presse und die Öffentlichkeit das Team als Lions bezeichnete.
Bei der Argentinien-Tour 1927 kamen dieselben Trikots und Abzeichen zur Anwendung, während die drei stilisierten Löwen 1930 als Trikotabzeichen zurückkehrten. Auf dieser Neuseelandtour sorgte das jetzt in Blau gehaltene Trikot der Gäste für einige Kontroversen. Im Rugby ist es üblich, dass die Heimmannschaft den Gästen entgegenkommt, wenn die Farben zu ähnlich sind. Die neuseeländische Mannschaft, die zu diesem Zeitpunkt bereits als All Blacks bekannt war, trug ein schwarzes Trikot, das schlecht zum dunklen Blau der Lions passte. Nach langem Zögern und vielen Diskussionen stimmte der neuseeländische Verband einer Änderung für die Test Matches zu, und die All Blacks spielten zum ersten Mal ganz in Weiß. Während dieser Tour drückten einige Spieler um den irischen Zweite-Reihe-Stürmer George Beamish ihren Unmut darüber aus, dass zwar das Blau von Schottland, das Weiß von England und das Rot von Wales vertreten waren, aber nicht das Grün von Irland. Daraufhin fügte man den Socken einen grünen Farbakzent hinzu, der seitdem fester Bestandteil der Spielkleidung ist. Auf der Argentinien-Tour 1936 kehrte das vierteilige Wappen auf das Trikot zurück und ist seither fester Bestandteil.
Die Einführung des roten Trikots auf der Tour 1950 ging mit dem Wunsch einher, die Kontroverse von 1930 zu vermeiden. Zusammen mit den weißen Hosen und den grün-blauen Socken ergab dies die bis heute übliche Spielkleidung. Die einzigen Veränderungen am Trikot gab es 1993, als man das Logo des Trikotausrüsters an prominenter Stelle hinzufügte. Umbro hatte 1989 darum gebeten, „die Marke so gut wie möglich zur Geltung zu bringen“, was jedoch keinen Einfluss auf die Trikotgestaltung hatte. Seitdem waren Nike, Adidas und Canterbury mit größeren Logos auf den Trikots vertreten, zusammen mit den Sponsoren Scottish Provident (1997), NTL (2001), Zurich (2005), HSBC (2009 und 2013), Standard Life Investments (2017), Vodafone (2021) und Howden (2025).

### Trikotausrüster und -sponsoren
Bislang traten die folgenden Trikotausrüster und -sponsoren in Erscheinung:
| Zeitraum           | Ausrüster  | Sponsor                   | Tourziel   |
| ------------------ | ---------- | ------------------------- | ---------- |
| Amateurära         |            |                           |            |
| 1983               | –          | –                         | Neuseeland |
| 1989               | –          | –                         | Australien |
| 1993               | Nike       | –                         | Neuseeland |
| Professionelle Ära |            |                           |            |
| 1997               | Adidas     | Scottish Provident        | Südafrika  |
| 2001               | Adidas     | NTL                       | Australien |
| 2005               | Adidas     | Zurich                    | Neuseeland |
| 2009               | Adidas     | HSBC                      | Südafrika  |
| 2013               | Adidas     | HSBC                      | Australien |
| 2017               | Canterbury | Standard Life Investments | Neuseeland |
| 2021               | Canterbury | Vodafone                  | Südafrika  |
| 2025               | Canterbury | Howden                    | Australien |

Entwicklung der Spielkleidung
| 1888 | 1891–1896 | 1899–1904 | 1908 | 1910–1938 | seit 1950 |

## Geschichte

### Inoffizielle Vorgängertouren

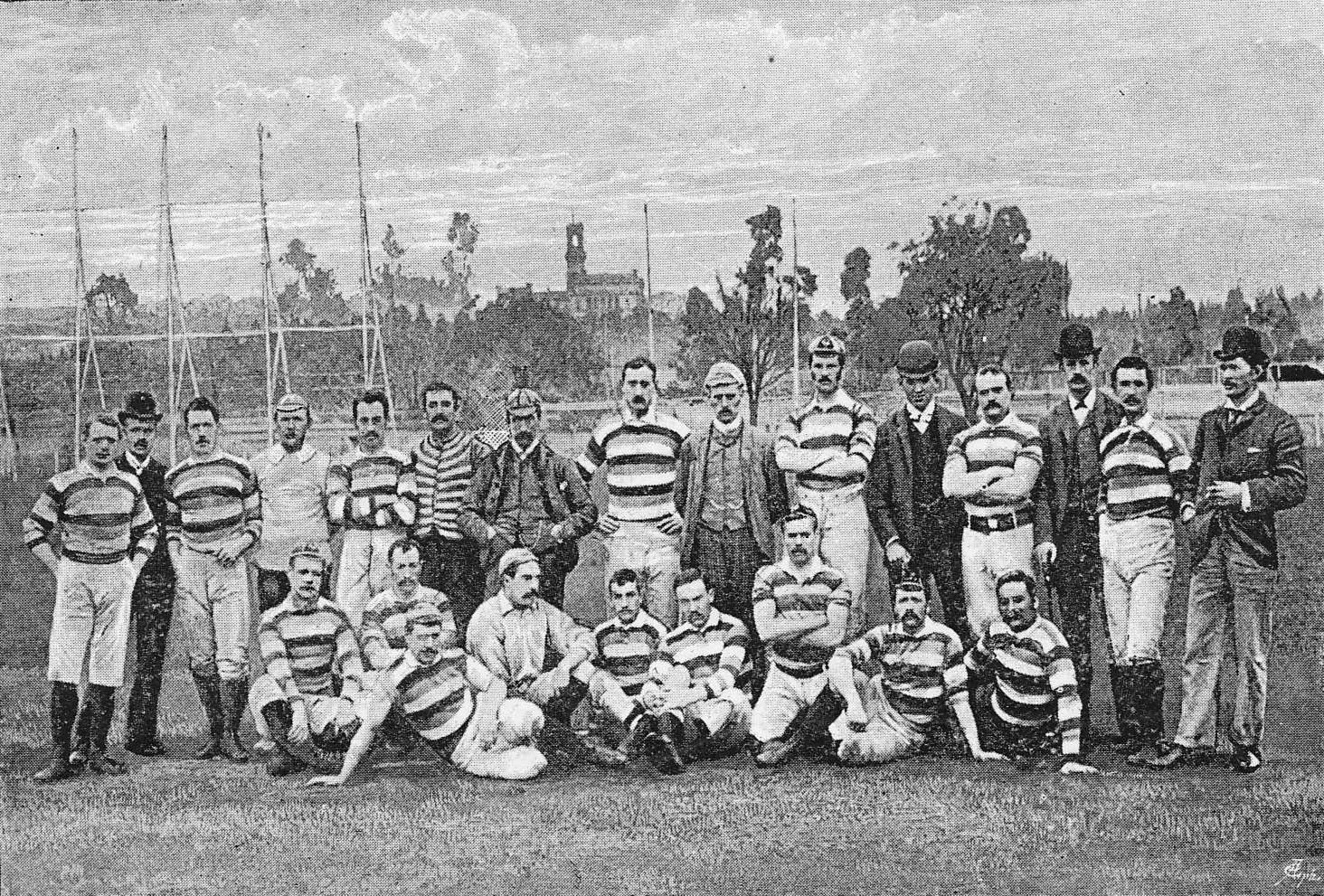
Das britische Team von 1888

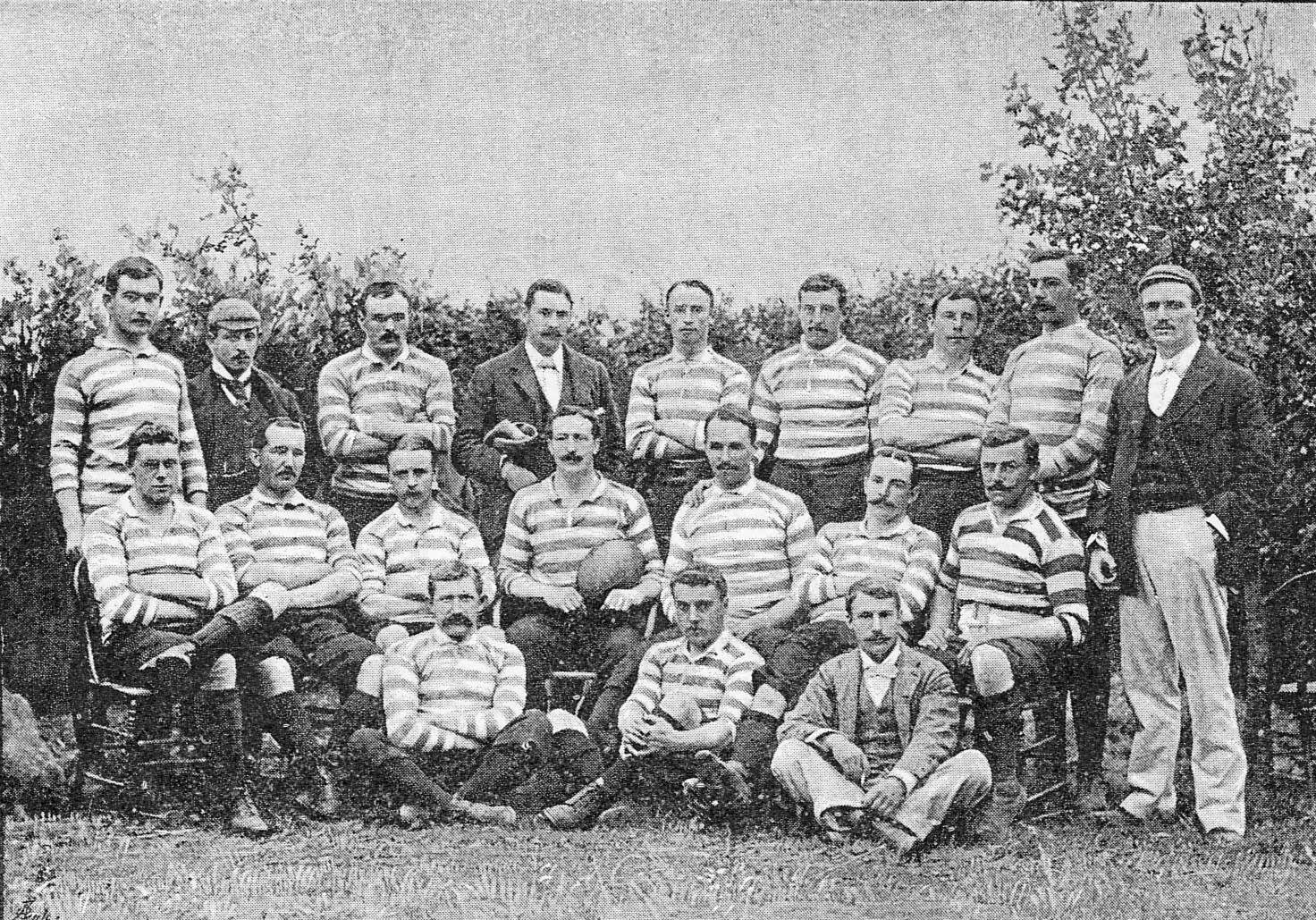
Das britische Team von 1891

Die erste Tour fand im Jahr 1888 statt, als 22 Spieler Australien und Neuseeland bereisten. Die meisten von ihnen waren Engländer, doch auch Waliser und Schotten waren vertreten. Da die Tour privat organisiert war, verweigerte die Rugby Football Union (der englische Verband) die offizielle Schirmherrschaft, genehmigte sie jedoch unter der Voraussetzung, dass kein Verstoß gegen die strengen Amateurregeln vorlag. Die Mannschaft absolvierte 35 Spiele gegen Provinzauswahlen sowie Stadt- und Studententeams, wobei ihr 27 Siege gelangen. Test Matches waren noch nicht Teil der Tour. Hingegen fanden 19 zusätzliche Partien nach den Victorian Rules (dem heutigen Australian Football) statt, obwohl die Mannschaft vor der Tour keine Erfahrung mit diesem Regelwerk hatte. Überschattet wurde die Tour durch den Tod von Mannschaftskapitän Robert Seddon, der beim Rudern im Hunter River ertrank.
Trotz mangelnder Unterstützung durch offizielle Institutionen war damit die Tradition begründet, dass Mannschaften aus der nördlichen Hemisphäre den Süden besuchten. Drei Jahre später folgte eine Einladung der Western Province Union an die Briten, eine Tour nach Südafrika zu veranstalten. Manche sahen das Team von 1891 als englische Nationalmannschaft an, da es von der Rugby Football Union Unterstützung erhielt. Die Tour umfasste 20 Spiele, darunter drei Test Matches gegen die gemeinsame Auswahl der britischen Kolonien im südlichen Afrika – der Staat Südafrika existierte zu dieser Zeit noch nicht. Sämtliche Spiele endeten mit einem Sieg der Briten. Gemäß den Anweisungen von Sponsor Donald Currie überreichte das britische Team der Provinzauswahl von Griqualand West eine goldene Trophäe, den Currie Cup, da diese die beste Leistung aller Gegner gezeigt hatte. Seither spielen die südafrikanischen Provinzen jährlich um diesen Pokal.
Fünf Jahre später reiste wieder eine Auswahl von den Britischen Inseln nach Südafrika. Zum ersten Mal überhaupt gehörten auch Iren dem Mannschaftskader an; sie stellten nicht weniger als neun der insgesamt 21 Spieler. Auf dem Programm standen 21 Spiele, darunter vier Test Matches gegen Südafrika. Die Bilanz gegen die Auswahlmannschaften der Provinzen war beinahe makellos; nur dem Team der Western Province gelang es, den Gästen ein Unentschieden abzuringen. Die ersten drei Test Matches endeten mit britischen Siegen. Im vierten Test Match, das zum Abschluss der Tour in Kapstadt stattfand, setzten sich die Gastgeber mit 5:0 durch und feierten so ihren ersten Sieg auf internationaler Ebene überhaupt.
Für 1898 war eine Tour nach Australien geplant, musste aber aufgrund organisatorischer Probleme um ein Jahr verschoben werden. 1899 konnte die Rugby Football Union eine erneute Einladung der Australier schließlich annehmen, während sie eine zwischenzeitlich ebenfalls eingetroffene Einladung der Südafrikaner ausschlagen musste. Im 21 Mann zählenden Kader der britischen Auswahl waren erstmals Spieler aus allen vier Home Nations vertreten. In den 17 Spielen gegen regionale Auswahlteams musste die Mannschaft zwei Niederlagen hinnehmen. Hinzu kamen vier Test Matches gegen die Wallabies, die australische Nationalmannschaft. Die Gäste unterlagen im ersten Test Match, gewannen aber die drei übrigen Begegnungen und konnten somit die Serie mit 3:1 für sich entscheiden.
Das britische Team kehrte 1903 nach Südafrika zurück, um 22 Spiele auszutragen. Die Tour begann jedoch denkbar schlecht, mit drei Niederlagen in Folge gegen Mannschaften aus der Western Province. Auch im weiteren Verlauf blieben die Leistungen unter den Erwartungen: Je zwei weitere Begegnungen mit den Auswahlteams von Griqualand West und Transvaal endeten ebenfalls mit Niederlagen. Die gegen Ende der Tour angesetzte Test-Match-Serie gegen die Springboks, die Nationalmannschaft Südafrikas, ließ dementsprechend wenig Gutes erahnen. Doch entgegen den Erwartungen hielt die britische Auswahl gut mit. Im ersten und dritten Test Match rangen sie ihren Gegnern je ein Unentschieden ab, während das zweite Test Match mit einer 0:8-Niederlage endete. Die Südafrikaner entschieden somit die Serie mit 1:0 Siegen für sich.

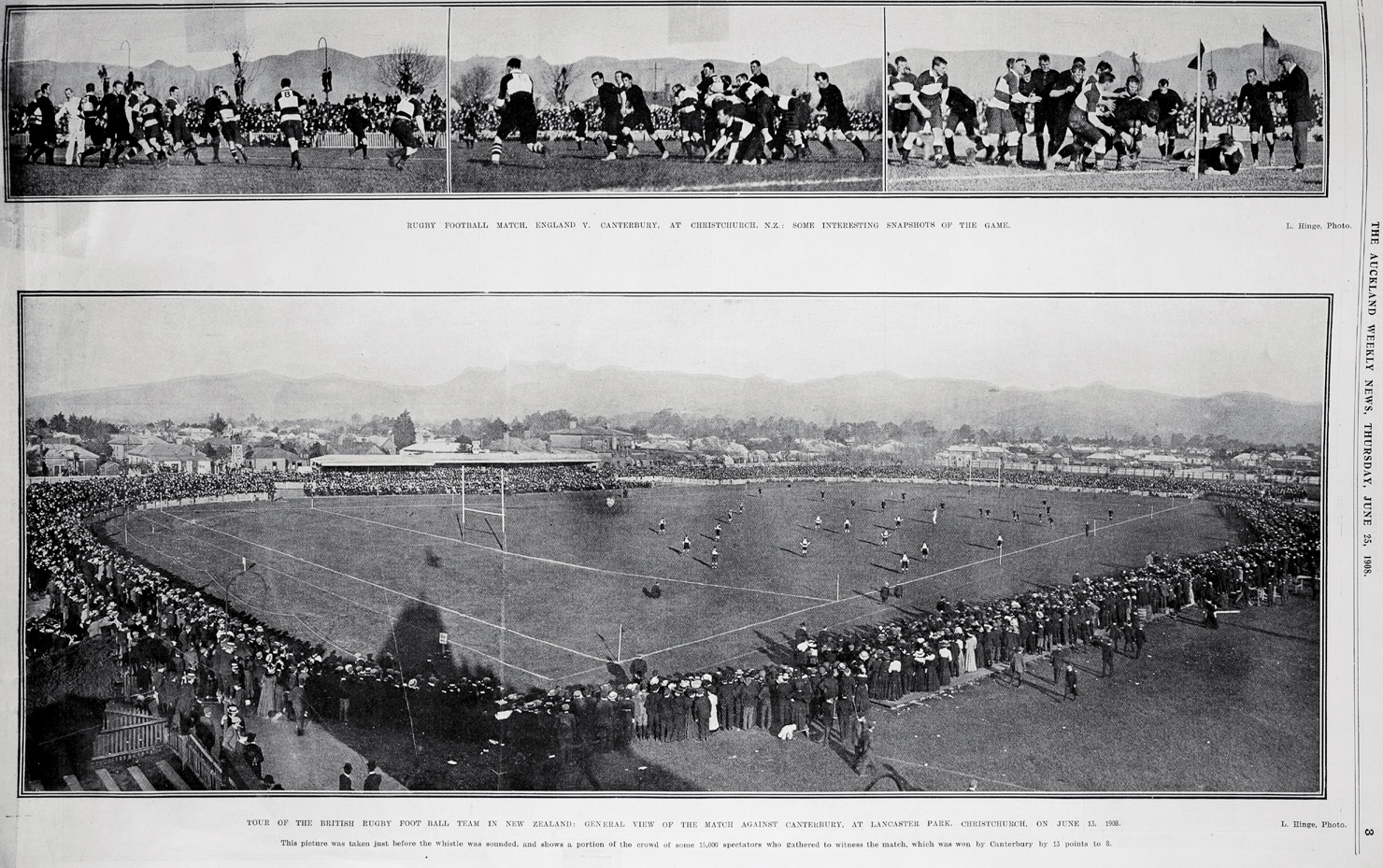
Spiel gegen die Canterbury RFU in Christchurch (1908)

Kaum zwölf Monate später machte sich eine weitere Auswahl nach Ozeanien auf. Der australische Teil der Tour war äußerst erfolgreich: Alle 13 Spiele konnten gewonnen werden, darunter drei Test Matches gegen die Wallabies. Der zweite Teil der Tour in Neuseeland umfasste sechs Spiele. In den Begegnungen mit Provinzmannschaften resultierten drei Siege, ein Unentschieden und eine Niederlage. Das einzige Test Match gegen die All Blacks, das neuseeländische Nationalteam, endete mit einer 3:9-Niederlage. Obwohl die britische Auswahl in Neuseeland auf harte Gegenwehr gestoßen war, galt die Tour als großer spielerischer Erfolg.
1908 fand eine weitere Tour in die beiden ozeanischen Länder statt, doch diesmal wurden mehr Spiele in Neuseeland als in Australien ausgetragen. Diese Entscheidung war wahrscheinlich auf die Stärke der neuseeländischen Teams und dem eher geringen Widerstand der Australier auf der vorherigen Tour zurückzuführen. Die nur aus Engländern und Walisern bestehende Tourmannschaft gewann alle sieben Partien in Australien, während gegen die neuseeländischen Provinzmannschaften neun Siege und sieben Niederlagen resultierten. Die Test-Match-Serie gegen die All Blacks ging mit einem Unentschieden und zwei Niederlagen verloren. Die Tour stieß in Wales auf wenig Gegenliebe, da ausschließlich Spieler aus gehobenen Schichten ausgewählt worden waren. Die Welsh Rugby Union verweigerte die offizielle Unterstützung und erklärte, in Zukunft sollten die Spieler „unabhängig von ihrer sozialen Stellung ausgewählt“ werden.

### Etablierung der britischen Auswahl

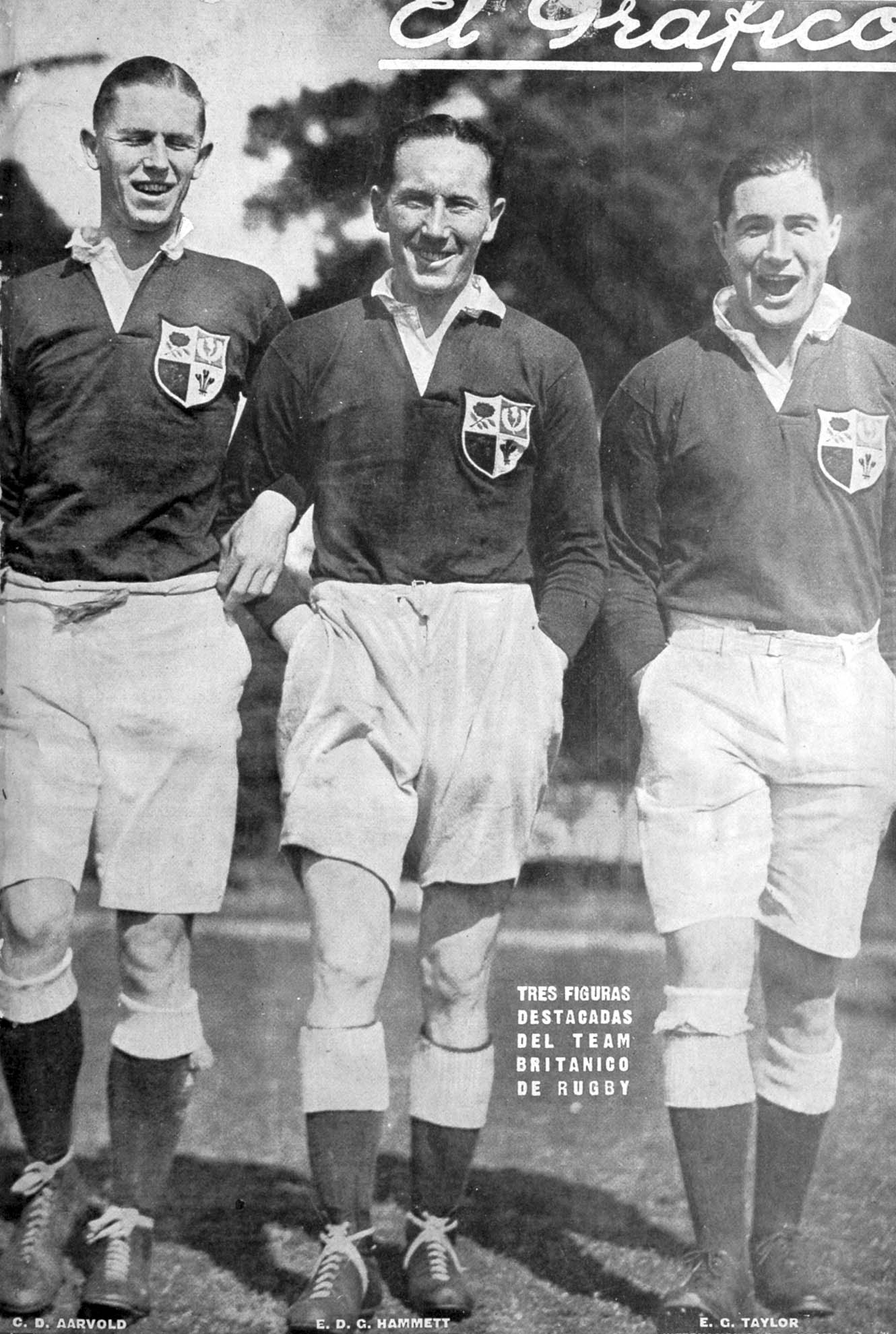
Die britische Auswahl in Argentinien (1927)

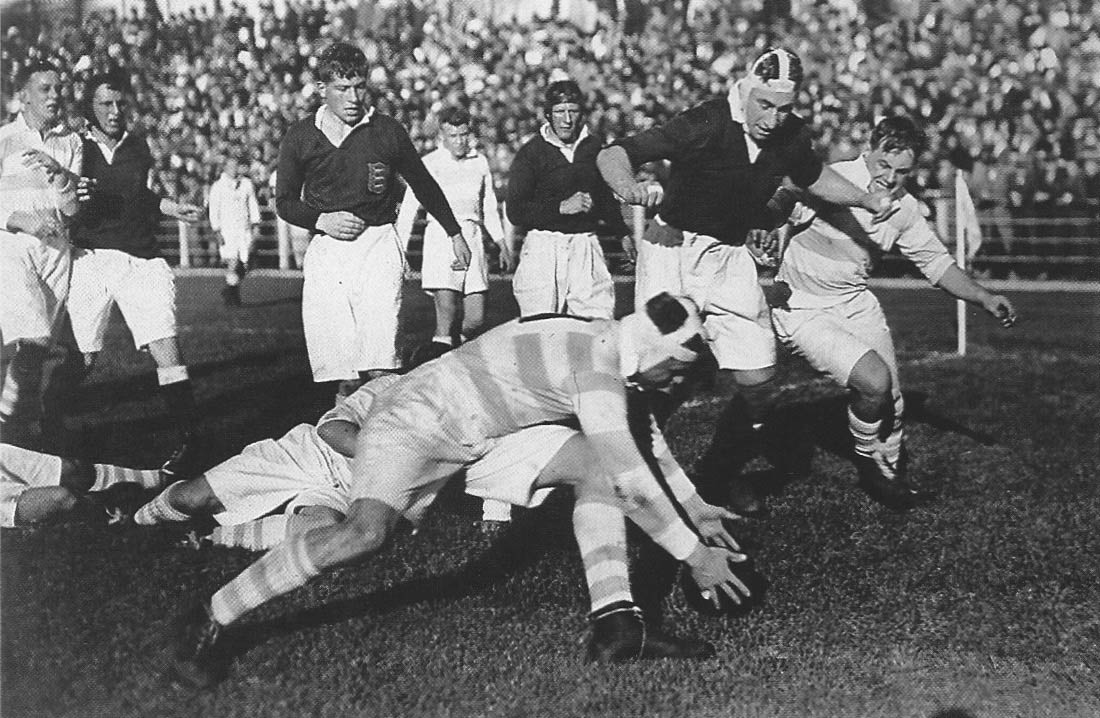
Spiel gegen Argentinien (1936)

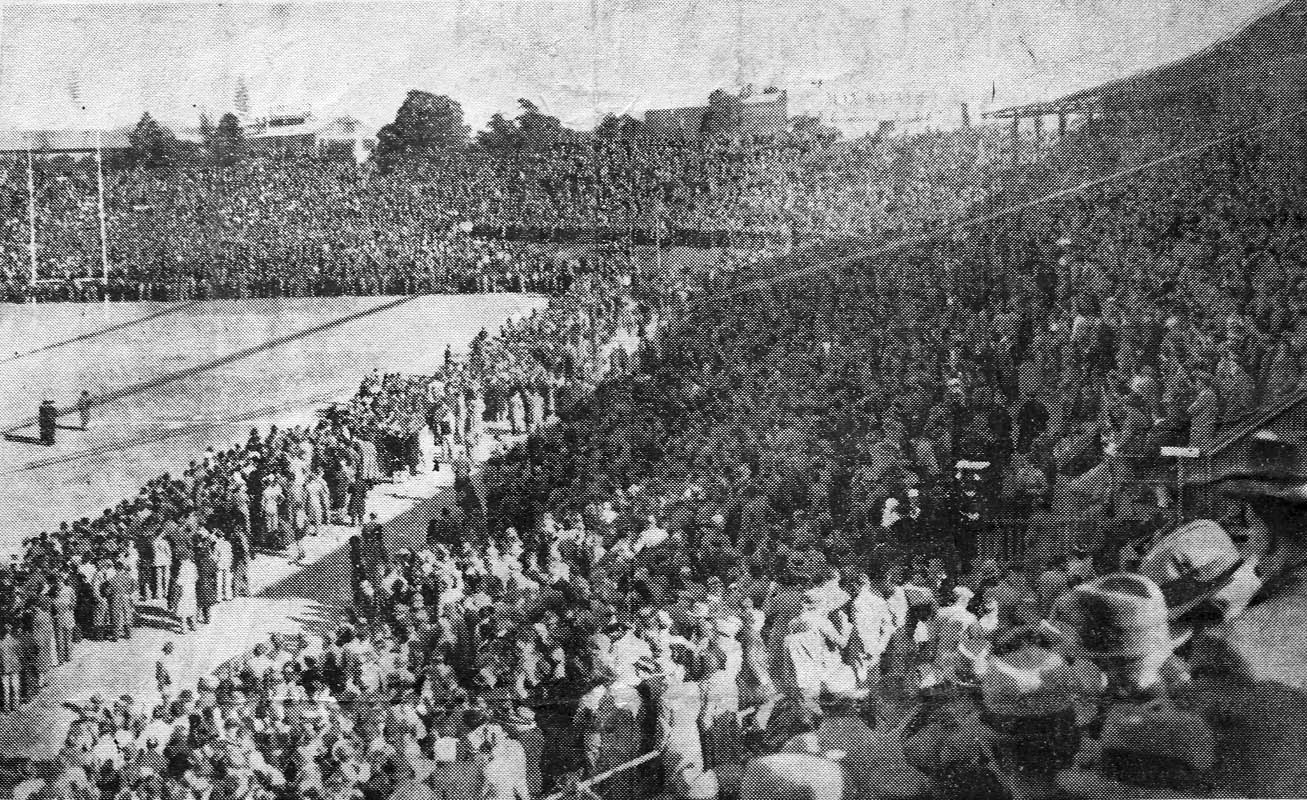
Spiel gegen die Springboks im Ellis-Park-Stadion (1938)

Die Südafrika-Tour 1910 gilt als offizieller Beginn der Lions-Geschichte, da erstmals ein Gremium mit Vertretern aller vier Verbände die Mannschaft zusammenstellte. Ebenfalls dem Team gehörte der in Südafrika lebende Australier Tom Richards an. Er hatte in England Clubrugby gespielt und war 1908 mit Australien Olympiasieger geworden. Aufgrund mehrerer verletzungsbedingter Ausfälle bot er sich den Briten als Ersatzspieler an und absolvierte für diese mehrere Partien. Nach ihm benannt ist der 2001 gestiftete Tom Richards Cup, der bis 2013 dem Sieger einer Serie zwischen den Lions und Australien überreicht wurde. Insgesamt verlief die 24 Spiele umfassende Tour mäßig erfolgreich. Gegen die regionalen Auswahlteams resultierten zwölf Siege, drei Unentschieden und sechs Niederlagen. Die Test-Match-Serie in der zweiten Tourhälfte ging mit 1:2 Siegen verloren.
Beinahe zeitgleich mit der offiziellen Tour reiste eine inoffizielle englisch-schottische Auswahl anlässlich der Hundertjahrfeier der Mai-Revolution nach Argentinien. Die argentinischen Zeitungen bezeichneten sie als Combinado Británico, rückwirkend wird sie als Reservemannschaft der offiziellen Auswahl betrachtet. Das Team gewann alle sechs Spiele, darunter das erste Test Match der Pumas, der argentinischen Nationalmannschaft. Auf Seiten der Argentinier spielte unter anderem Barry Heatlie, der 1896 und 1903 für Südafrika gegen die Briten angetreten war.
Vierzehn Jahre dauerte es bis zur nächsten Tour, die 1924 wiederum nach Südafrika führte und 21 Spiele umfasste. Gegen die Provinzteams bekundete die britische Auswahl große Mühe; neun Siegen standen zwei Unentschieden und sechs Niederlagen gegenüber. Aufgrund der ungewöhnlich harten Spielfelder erlitten die Briten mehrere verletzungsbedingte Ausfälle und die Ersatzleute mussten zum Teil auf Positionen eingesetzt werden, mit denen sie nicht vertraut waren. Das erste Test Match gegen die Springboks endete unentschieden, die drei übrigen gingen verloren.
Auf Einladung des argentinischen Verbandes unternahm die britische Auswahl 1927 wieder eine Tour nach Argentinien. Sie umfasste neun Spiele, darunter vier Test Matches gegen die Pumas. Sämtliche Spiele konnten von der Auswahl gewonnen werden, wobei der 14:0-Sieg über den CA San Isidro der am wenigsten deutliche war; in allen Test Matches wiederum betrug die Differenz mehr als 30 Punkte. Trotz des großen Klassenunterschieds profitierte das argentinische Rugby sowohl finanziell als auch in sportlicher Hinsicht, denn die Tour trug maßgeblich zur Popularisierung der Sportart bei.
Nach einer Pause von über zwei Jahrzehnten reiste die britische Auswahl 1930 wieder nach Ozeanien, um dort 28 Spiele auszutragen. Die Reise führte zunächst nach Neuseeland, wo 14 der 17 Partien gegen Provinzmannschaften gewonnen werden konnten. Während die Gäste beim ersten Test Match gegen die All Blacks einen Sieg feiern konnten, gingen die zwei übrigen verloren, sodass die Gastgeber die Serie mit 2:1 Siegen für sich entschieden. Anschließend ging es weiter nach Australien. Dort gewannen die Briten fünf von sechs Partien gegen regionale Auswahlteams. Das einzige Test Match gegen die Wallabies resultierte in einer knappen Niederlage. Auf der Rückreise nach Großbritannien legte die Mannschaft einen Zwischenhalt in Ceylon, dem heutigen Sri Lanka, ein und gewann ein nicht als Test Match gewertetes Länderspiel gegen die nationale Auswahl überlegen.
1936 war Argentinien erneut das Ziel einer Tour, zum bisher letzten Mal. Alle zehn Spiele wurden bei insgesamt nur neun Gegenpunkten gewonnen. Darunter war auch ein Spiel gegen die Pumas, das trotz der Genehmigung der Tour durch das International Rugby Board (IRB) nicht als Test Match zählte. 1938 folgte eine Tour nach Südafrika mit insgesamt 24 Spielen. 16 Partien gegen Provinzteams gewann die britische Auswahl, fünf verlor sie. Ebenfalls mit Niederlagen endeten die beiden ersten Test Matches gegen die Springboks, die somit die Serie vorzeitig für sich entscheiden konnten. Im dritten Test Match hingegen gelang den Briten und Iren die Revanche, wodurch sie zum ersten Mal seit 1910 ein Länderspiel auf südafrikanischem Boden gewannen.

### Die ersten Touren unter dem Namen Lions

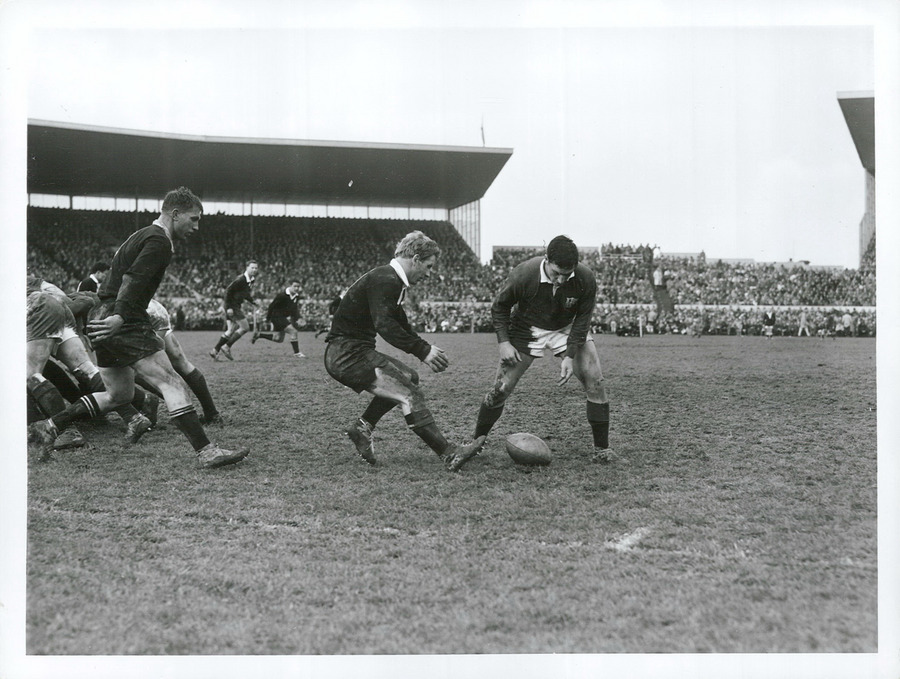
Test Match gegen Neuseeland in Christchurch (1966)

Nachdem der Spitzname British Lions (oder kurz Lions) in den Medien erstmals 1924 breite Verwendung gefunden hatte, trat die Mannschaft ab 1950 offiziell unter diesem Namen auf. Die damals eingeführte Spielkleidung – rotes Trikot, weiße Hosen und blau-grüne Socken – ist bis heute gleich geblieben. Das Ziel der ersten Tour nach dem Zweiten Weltkrieg war wiederum Ozeanien, mit 23 Spielen in Neuseeland und sechs Spielen in Australien. Gegen die neuseeländischen Provinzmannschaften errangen die Lions 17 Siege und mussten sich zweimal geschlagen geben. Im ersten von vier Test Matches gegen die All Blacks gelang ihnen ein 9:9-Unentschieden, während die drei übrigen (und somit auch die Serie) verloren gingen. Die vier Partien gegen australische Regionalauswahlen ergaben drei Siege und eine Niederlage, während beide Test Matches gegen die Wallabies gewonnen werden konnten. Erneut legten die Lions auf ihrer Heimreise einen Zwischenhalt in Ceylon ein und gewannen dort ein Länderspiel ohne Test-Match-Status.
Die 25 Spiele umfassende Tour 1955 nach Südafrika war noch erfolgreicher. Die Lions bevorzugten es, mit dem Ball bei jeder Gelegenheit zu sprinten anstatt mit den Südafrikanern im offenen Gedränge darum zu kämpfen. Dadurch erreichten sie in den Spielen gegen Provinzteams 17 Siege und ein Unentschieden bei nur drei Niederlagen. Die vier Spiele umfassende Test-Match-Serie ergab ein Unentschieden (je zwei Siege und Niederlagen). Auf der Rückreise machten sie einen Zwischenstopp in Nairobi und gewannen dort ein nicht als Test Match zählendes Länderspiel gegen die Auswahl Ostafrikas.
Als die Lions 1959 nach Australien und Neuseeland reisten, standen insgesamt 33 Partien auf dem Programm. Mit einer Ausnahme (Spiel gegen die New South Wales Waratahs) gewannen sie alle sechs Spiele auf australischem Boden. Dazu gehörten auch zwei Siege in den Test Matches gegen die Wallabies. Gegen die neuseeländischen Provinzteams resultierten 19 Siege und zwei Niederlagen. In der Test-Match-Serie gegen die All Blacks mussten sich die Lions mit drei zum Teil sehr knappen Niederlagen abfinden, denen ein Sieg gegenüberstand. Im Anschluss reiste die Mannschaft über Kanada zurück, wo in Vancouver und Toronto zwei Partien gegen Auswahlteams auf dem Programm standen.
Nach den Erfolgen der 1950er Jahre folgte eine eher ernüchternde Phase. 1962 waren die Lions wieder in Südafrika zu Gast. Zwar verliefen die Spiele gegen die Provinzteams sehr erfolgreich (15 Siege, 3 Unentschieden, 2 Niederlagen), doch gegen in der Test-Match-Serie gegen die Springboks blieben sie chancenlos; nach einem Unentschieden in der ersten Begegnung folgten drei Niederlagen, sodass die Serie mit 1:3 Siegen zugunsten der Gastgeber ausfiel. Den Abschluss der Tour bildete erneut ein Abstecher nach Nairobi, wo die Lions die sichtlich überforderte ostafrikanische Auswahl mit 50:0 bezwangen. Die Bilanz der Ozeanien-Tour 1966 war durchzogen. In sämtlichen sieben Spielen in Australien blieben die Lions unbesiegt, darunter in den beiden Test Matches gegen die Wallabies. Hingegen leisteten die neuseeländischen Provinzteams weitaus mehr Gegenwehr und die Lions mussten in 21 Begegnungen vier Niederlagen sowie zwei Unentschieden hinnehmen. In der Test-Match-Serie setzten sich die All Blacks in allen vier Spielen durch. Wie schon sieben Jahre zuvor bildete ein Abstecher nach Kanada den Abschluss. Überraschend verloren die Lions gegen die Auswahl von British Columbia, während sie sich gegen die kanadische Nationalmannschaft durchsetzten. Während der Tour 1968 nach Südafrika gewannen die Lions zwar 15 von 16 Begegnungen mit Provinzteams (bei einer Niederlage gegen die Auswahl von Transvaal), brachten aber in der vier Spiele umfassenden Test-Match-Serie gegen die Springboks nur ein Unentschieden zustande.

### Blütezeit der Lions
In der ersten Hälfte der 1970er Jahre erlebten die Lions eine Art Renaissance. 1971 unternahm das Team eine 26 Spiele umfassende Ozeanien-Tour, wobei 24 Spiele in Neuseeland stattfanden und Begegnungen mit den Wallabies fehlten. Zwar verloren die Lions die erste Partie in Brisbane knapp gegen die Queensland Reds, doch danach blieben sie in allen übrigen Begegnungen mit Auswahl- und Provinzmannschaften unbesiegt. Die erste Hälfte der Test-Match-Serie war ausgeglichen, mit je einem Sieg und einer Niederlage. Im dritten Test Match setzten sich die Lions durch und das Unentschieden im vierten bedeutete, dass sie die Serie mit 2:1 Siegen für sich entscheiden konnten. Bis heute ist dies die einzige gewonnene Serie der Lions in Neuseeland.

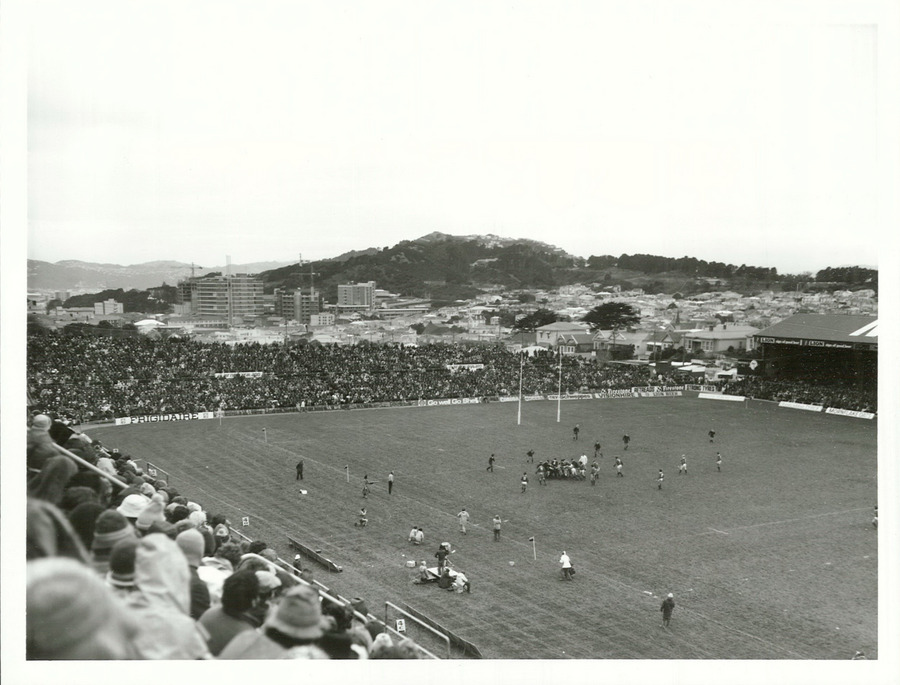
Test Match zwischen Neuseeland und den Lions im Athletic Park 1977

Die wohl bekannteste und erfolgreichste Lions-Mannschaft war jene, die 1974 nach Südafrika reiste, angeführt vom irischen Zweite-Reihe-Stürmer Willie John McBride. In 22 Spielen blieben die Lions ungeschlagen, wobei sie die Provinzmannschaften zum Teil regelrecht dominierten. Sie gewannen drei von vier Test Matches gegen die Springboks und mussten ihnen erst im letzten Spiel ein Unentschieden zugestehen. Zum ersten Mal seit 1896 entschieden die Lions eine Test-Match-Serie in Südafrika für sich. Die Tour war in zweierlei Hinsicht kontrovers, zum einen wegen der international zunehmend verurteilten Apartheidspolitik, zum anderen wegen der Gewalt auf dem Spielfeld. Die Verantwortlichen der Lions waren zum Schluss gekommen, dass die Südafrikaner ihre Gegner früher durch ihre körperliche Aggressivität dominiert hatten. Zu dieser Zeit wurde der Schiedsrichter der Test Matches vom Gastgeber gestellt und Auswechslungen fanden nur statt, wenn ein Arzt befand, dass ein Spieler körperlich nicht mehr in der Lage war, weiterzuspielen. Es gab erst wenige Kameras, was die Interventionsmöglichkeiten des Schiedsrichters einschränkte. Die Lions beschlossen, mit dem berüchtigten 99 call (Abkürzung für 999, die Notrufnummer in Großbritannien und Irland) „als erste Vergeltung zu üben“ (to get their retaliation in first). Die Idee dahinter war, dass der Schiedsrichter sicherlich nicht alle Lions vom Platz stellen würde, wenn sie sich „gegen offensichtliche Rücksichtslosigkeit“ (blatant thuggery) „zur Wehr setzten“. Vom dritten Test Match in Port Elizabeth, einem der gewalttätigsten in der Geschichte des Rugbysports, existiert ein Aufnahme, in der J. P. R. Williams nach einem solchen 99 call über den halben Platz rennt, den Zweite-Reihe-Stürmer Johannes van Heerden attackiert und ihn bewusstlos schlägt.
Seit 1977 führen die Ozeanien-Touren nicht mehr nach Australien und Neuseeland gleichzeitig, sondern immer nur in eines dieser Länder. Den Anfang machte Neuseeland, wo 25 Spiele stattfanden. Die Bilanz dieser Neuseeland-Tour war zwiespältig. Gegen die Provinzteams standen 20 Siege und nur eine Niederlage zu Buche. Hingegen gelang es den Lions nicht, ähnlich wie 1971 die Test-Match-Serie für sich zu entscheiden. Nur im zweiten Test Match gingen sie als Sieger vom Platz, während die drei anderen mit Niederlagen endeten. Zum Abschluss der Tour machten die Lions einen Abstecher nach Suva, wo sie von der fidschianischen Nationalmannschaft empfangen wurden und ihr völlig überraschend mit 21:25 unterlagen. Eine aus der Reisegruppe ausgewählte Mannschaft bestritt am 10. September 1977 anlässlich des silbernen Thronjubiläums von Königin Elisabeth II. ein weiteres Spiel gegen die Barbarians im ausverkauften Londoner Twickenham Stadium. Ihr erstes „Heimspiel“, dessen Einnahmen wohltätigen Zwecken zugutekamen, gewannen die Lions mit 23:14.

### Apartheid-Kontroversen und Übergang zur Profi-Ära
Das Apartheid-Regime war in der Zwischenzeit international immer stärker unter Druck geraten – nicht zuletzt wegen der 1977 unterzeichneten Gleneagles-Vereinbarung, mit der sich die Commonwealth-Staaten verpflichtet hatten, jegliche sportliche Kontakte mit Südafrika zu ächten. Entgegen der ausdrücklichen Missbilligung der britischen und irischen Regierung, die keine rechtliche Handhabe hatten, beschlossen die Verbände der Home Nations dennoch, 1980 eine Tour nach Südafrika durchzuführen. Die Bilanz der Lions gegen die Provinzmannschaften war makellos, mit 14 Siegen in ebenso vielen Spielen. In der Test-Match-Serie gegen die Springboks hielten die Lions durchwegs gut mit, verloren aber die drei ersten Begegnungen jeweils mit nur wenigen Punkten Differenz. Der Sieg im letzten Test Match war nur noch Ergebniskosmetik. Die Tour 1983 nach Neuseeland verlief enttäuschend. Zwar gewannen die Lions zwölf von 14 Spielen gegen Provinzteams, doch in der Test-Match-Serie konnten sie gegen die All Blacks nichts ausrichten und verloren alle vier Partien.
Für 1986 erwartete man wieder eine Tour nach Südafrika, was unweigerlich zu weiteren Kontroversen geführt hätte, zumal in dem Land der Ausnahmezustand verhängt worden war. Doch im Dezember 1985 gab Danie Craven, der Präsident des südafrikanischen Verbandes bekannt, dass die Entscheidung über das Versenden einer offiziellen Einladung auf unbestimmte Zeit verschoben worden sei. Für die Planung einer Ersatz-Tour blieb nicht genügend Zeit, sodass das Komitee der vier Home Nations stattdessen ein Jubiläumsspiel zum 100-jährigen Bestehen des International Rugby Board (IRB, heute World Rugby) organisierte. Am 16. April 1986 trat eine offizielle Lions-Mannschaft in Cardiff gegen eine Weltauswahl namens The Rest an, der einige der damals weltbesten Spieler angehörten; dabei setzte sich die Weltauswahl mit 15:7 durch.
Bei der Tour 1989 war Australien das Reiseziel, zu absolvieren waren insgesamt zwölf Spiele. In den neun Begegnungen mit regionalen Auswahlteams feierten die Lions ebenso viele Siege. Nachdem das erste Test Match gegen die Wallabies mit einer klaren Niederlage geendet hatte, konnten die Lions das Blatt wenden und mit zwei weiteren Siegen die Serie mit 2:1 für sich entscheiden. Zur 200-Jahr-Feier der Französischen Revolution traten die Lions am 4. Oktober 1989 zu einem Freundschaftsspiel gegen die französische Nationalmannschaft an und siegten im Pariser Parc des Princes mit 29:27; bis heute ist dies das einzige Spiel zwischen den Lions und den Franzosen. Die 13 Spiele umfassende Tour 1993 nach Neuseeland war die letzte der Amateurära und verlief insgesamt enttäuschend. Gegen die Provinzteams standen sechs Siegen vier Niederlagen entgegen. Die Test-Match-Serie stand nach zwei Begegnungen unentschieden, ging dann aber trotzdem verloren, als die All Blacks im letzten der drei Test Matches überlegen mit 30:12 gewannen.
Als die Lions 1997 (zwei Jahre nach der Professionalisierung des Rugby-Union-Sports) zu einer Südafrika-Tour mit elf Spielen aufbrachen, galten sie eindeutig als Außenseiter. Doch die Lions übertrafen alle Erwartungen und mussten in den zehn Partien gegen Provinzteams eine einzige Niederlage hinnehmen. Sie gewannen auch die beiden ersten Test Matches gegen die Springboks (die Weltmeister von 1995) und verloren das dritte, womit sie die Serie unerwartet mit 2:1 für sich entschieden. Zwei Jahre später erschien der Dokumentarfilm Living with Lions, der das Trainingslager und die Tour 1997 thematisiert.

### Entwicklung im 21. Jahrhundert

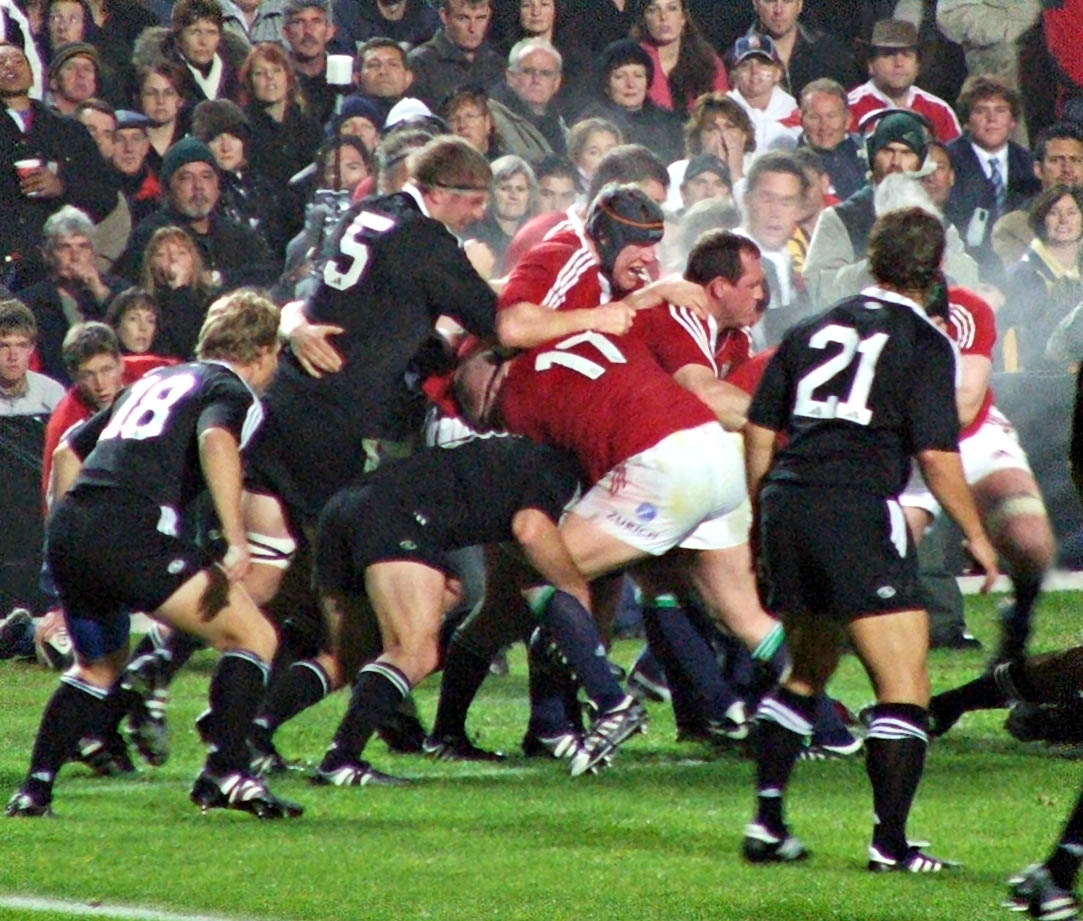
Niederlage gegen die New Zealand Māori 2005

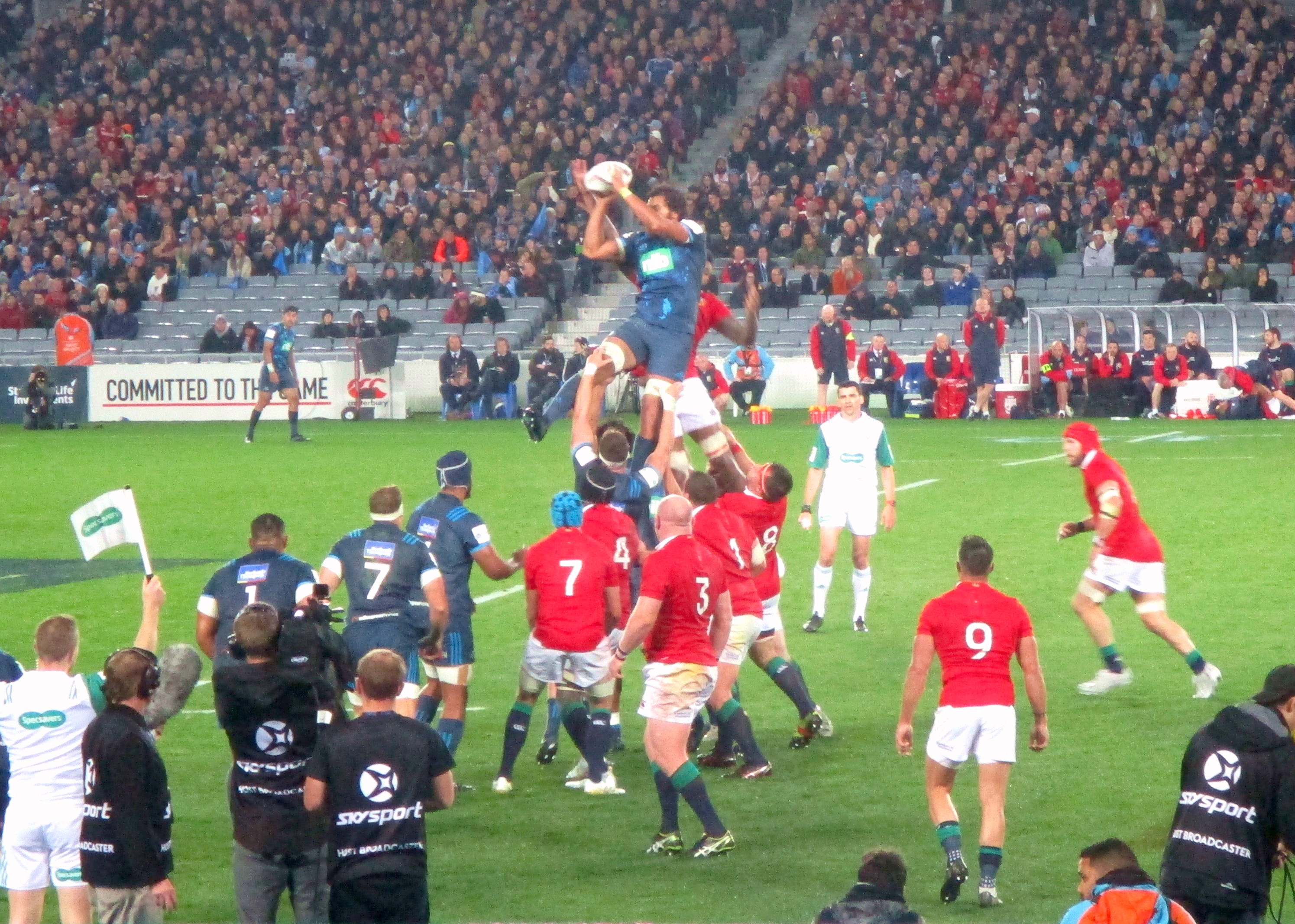
Niederlage gegen die Blues 2017

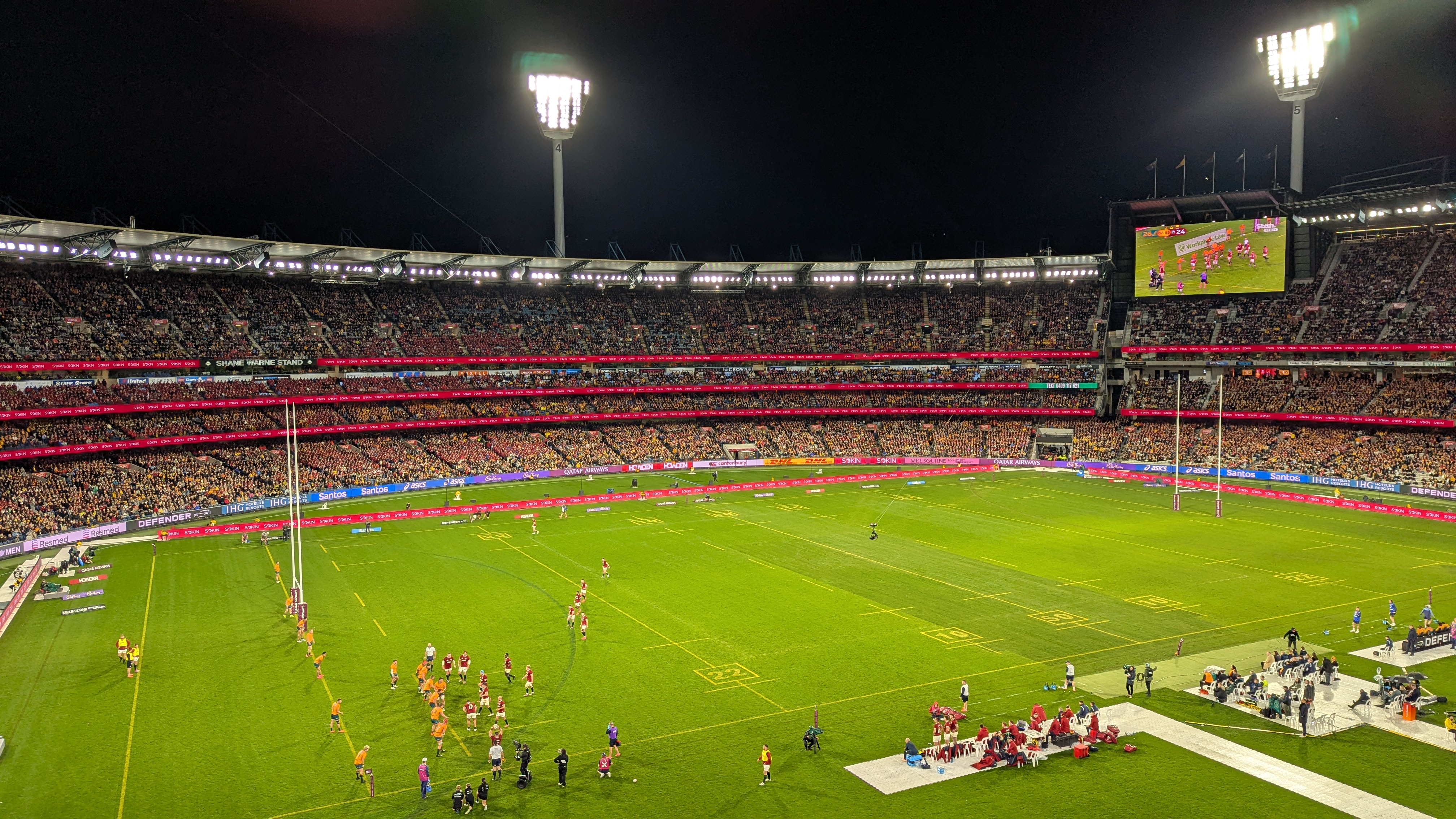
Sieg gegen die Wallabies 2025

Die erste Lions-Tour im neuen Jahrtausend führte 2001 nach Australien und umfasste zehn Spiele. In den sieben Partien gegen regionale Auswahlteams resultierten sechs Siege. Auch in der Test-Match-Serie gegen die Wallabies (die amtierenden Weltmeister) schienen sich die Lions zunächst zu behaupten, nachdem sie das erste von drei Spielen gewonnen hatten. Doch mit zwei Niederlagen zum Abschluss der Tour gaben sie die Serie mit 1:2 aus der Hand und zum ersten Mal überhaupt konnte Australien in einer Serie triumphieren.
Die Lions-Tour 2005 begann mit einem „Aufwärmspiel“ in Cardiff gegen Argentinien, das 25:25 unentschieden endete. Daraufhin reisten die Lions durch Neuseeland, wo es ihnen gelang, alle sieben Spiele gegen Provinzteams zu gewinnen. Hingegen unterlagen sie nicht nur den New Zealand Māori, sondern waren in der Test-Match-Serie gegen die All Blacks völlig chancenlos und scheiterten mit drei sehr deutlichen Niederlagen. Die sehr schlechten Test-Match-Ergebnisse der Lion führten zu scharfer Kritik an Trainer Clive Woodward, insbesondere an seiner Auswahl der Spieler, und veranlassten Experten dazu, die Zukunft der Lions in Frage zu stellen.
Südafrika war das Ziel der Tour 2009, wobei der Schotte Ian McGeechan bereits vierten Mal nach 1989, 1993 und 1997 das Amt des Trainers innehatte. In allen sieben Spielen gegen Provinzteams blieben die Lions unbesiegt. Die beiden ersten Test Matches gegen die Springboks, die Weltmeister von 2007, gingen relativ knapp verloren. Somit war die Serie vorzeitig zugunsten der Gastgeber entschieden. Die Lions revanchierten sich im abschließenden Test Match mit einem deutlichen Sieg und verkürzten die Serie auf 1:2.
Zum Auftakt der Tour 2013 trafen die Lions in Hongkong erstmals seit 1977 auf die Barbarians und bezwangen diese deutlich mit 58:9. In Australien, dem eigentlichen Ziel der Tour, traten sie auch gegen die Regionalteams zumeist in überlegener Manier in Erscheinung. Nur gegen die Brumbies aus Canberra mussten sie eine knappe Niederlage hinnehmen. In der Test-Match-Serie gegen die Wallabies gewannen sie das erste Spiel knapp mit 23:21, während das zweite mit 15:16 verloren ging. Im entscheidenden dritten Spiel setzten sich die Lions mit 41:16 durch (gleichbedeutend mit dem bisher deutlichsten Test-Match-Ergebnis in der Geschichte der Lions) und entschieden die Serie mit 2 zu 1 Siegen für sich.
Die Tour 2017 führte die Lions nach Neuseeland, wobei die sieben Spiele gegen Provinzmannschaften hart umkämpft waren. Sowohl gegen die Blues aus Auckland als auch gegen die Highlanders aus Dunedin resultierten knappe Niederlagen, während die Begegnung mit den Hurricanes aus Wellington unentschieden endete. Auch die Serie gegen die All Blacks, die amtierenden Weltmeister, verlief sehr ausgeglichen. Nachdem die Lions das erste Test Match verloren hatten, gewannen sie das zweite. Die Gastgeber führten im abschließenden Test Match zur Halbzeit, doch die Lions glichen kurz vor Spielende noch aus. Somit resultierte auch in der Serie ein Unentschieden.
Aufgrund der COVID-19-Pandemie mussten in Südafrika sämtliche Spiele der Tour 2021 vor leeren Rängen gespielt werden. Zum dritten Mal in Folge trainierte Warren Gatland die Lions. Vor der Abreise spielten die Lions in Edinburgh erstmals überhaupt gegen Japan und gewannen mit 28:10. In den fünf Partien gegen südafrikanischen Provinzmannschaften hatten die Lions keine Mühe, unterlagen aber den Reserven der Springboks. Nachdem ihnen im ersten Spiel der Test-Match-Serie ein Sieg gelang, verloren die Lions das zweite Spiel. Die Entscheidung im dritten Test Match fiel zwei Minuten vor Spielende, als die Südafrikaner (die Weltmeister von 2019) einen Straftritt verwerten konnten, das Spiel mit 19:16 gewannen und somit die Serie mit 2:1 für sich entscheiden konnten.
2024 wurde Andy Farrell als Nachfolger Gatlands für die Lions-Tour 2025 nach Australien angekündigt. Vor ihrer Abreise spielten die Lions erstmals in Irland im Dubliner Aviva Stadium gegen Argentinien, unterlagen jedoch mit 24:28. In der Startelf für das erste Test Match gegen die Wallabies waren acht Iren, während erstmals seit 1896 kein Waliser begann. Die Lions gewannen das erste Test Match mit 27:19 und nachdem sie im zweiten Spiel einen Rückstand von 5:23 in einen 29:26-Sieg umdrehen konnten, entschieden sie die Testserie für sich. Nach einer 12:22-Niederlage im dritten Spiel endete die Serie mit 2:1.

## Trophäen
Die British and Irish Lions spielten während ihrer Australientouren 2001 und 2013 gegen die Wallabies um den Tom Richards Cup. Auf den Neuseelandtouren 2005 und 2017 wurde gegen die All Blacks um die New Zealand Lions Series Trophy ausgespielt. Beide Trophäen wurden 2021 mit der Lions Series Trophy ersetzt, die dem Sieger jeder vierjährlichen Lions-Serie überreicht wird. Im selben Jahr kam der 1888 Cup für das Aufwärmspiel vor jeder Lions-Serie hinzu.

## Ergebnisse
S = Sieg; U = Unentschieden; N = Niederlage; * als Test Match zählend
| Tour | Ziel                      | Kapitän                              | Trainer                       | Anzahl Spiele | Test Matches                       | Test Matches                | Test Matches                    | Weitere Spiele   | Weitere Länderspiele                   |
| Tour | Ziel                      | Kapitän                              | Trainer                       | Anzahl Spiele | Serie                              | Ergebnis                    | Meiste Punkte                   | Weitere Spiele   | Weitere Länderspiele                   |
| ---- | ------------------------- | ------------------------------------ | ----------------------------- | ------------- | ---------------------------------- | --------------------------- | ------------------------------- | ---------------- | -------------------------------------- |
| 1888 | Neuseeland und Australien | Robert Seddon Andrew Stoddart        | Alfred Shaw Arthur Shrewsbury | 35            | keine Test Matches gespielt        | keine Test Matches gespielt | keine Test Matches gespielt     | 27 S – 6 U – 2 N |                                        |
| 1891 | Südafrika                 | William Maclagan                     | Edwin Ash                     | 29            | Gewonnen                           | 3 S                         | Arthur Rotherham (4)            | 17 S             |                                        |
| 1896 | Südafrika                 | Johnny Hammond Thomas Crean          | Roger Walker                  | 21            | Gewonnen                           | 3 S – 1 N                   | J. F. Byrne (12)                | 16 S – 1 U       |                                        |
| 1899 | Australien                | Matthew Mullineux Frank Stout        | Matthew Mullineux             | 21            | Gewonnen                           | 3 S – 1 N                   | Charlie Adamson (17)            | 15 S – 2 N       |                                        |
| 1903 | Südafrika                 | Mark Morrison                        | Johnny Hammond                | 22            | Verloren                           | 2 U – 1 N                   | John Gillespie (4)              | 11 S – 1 U – 7 N |                                        |
| 1904 | Australien und Neuseeland | David Bedell-Sivright Teddy Morgan   | Arthur O’Brien                | 19            | Gewonnen (AUS) Verloren (NZL)      | 3 S 1 N                     | Percy Bush (20)                 | 13 S – 1 U – 1 N |                                        |
| 1908 | Neuseeland und Australien | Arthur Harding                       | George Harnett                | 26            | Verloren (NZL) kein Test gegen AUS | 1 U – 2 N –                 | Reggie Gibbs (3) Jack Jones (3) | 16 S – 7 N       |                                        |
| 1910 | Südafrika                 | Tommy Smyth Jack Jones               | William Cail Walter E. Rees   | 24            | Verloren                           | 1 S – 2 N                   | Jack Spoors (9)                 | 12 S – 3 U – 6 N | Rhodesien                              |
| 1910 | Argentinien               | John Raphael                         | R. V. Stanley                 | 6             | Gewonnen                           | 1 S                         | Harold Monks (10)               | 5 S              |                                        |
| 1924 | Südafrika                 | Ronald Cove-Smith                    | Harry Packer                  | 21            | Verloren                           | 0 S – 3 U – 1 N             | Tim Voyce (6)                   | 9 S – 2 U – 6 N  | Rhodesien                              |
| 1927 | Argentinien               | David MacMyn                         | James Baxter                  | 9             | Gewonnen                           | 4 S                         | Ernest Hammett (40)             | 5 S              |                                        |
| 1930 | Neuseeland und Australien | Doug Prentice Carl Aarvold           | James Baxter                  | 29            | Verloren (NZL) Verloren (AUS)      | 1 S – 3 N 1 N               | Carl Aarvold (9)                | 20 S – 4 N       | Ceylon                                 |
| 1936 | Argentinien               | Bernard Gadney                       | Doug Prentice                 | 10            | Gewonnen                           | 1 S                         | John Brett (7)                  | 9 S              |                                        |
| 1938 | Südafrika                 | Sam Walker                           | Bernard Hartley               | 24            | Verloren                           | 1 S – 2 N                   | Vivian Jenkins (9)              | 16 S – 5 N       | Rhodesien (2×)                         |
| 1950 | Neuseeland und Australien | Karl Mullen Bleddyn Williams         | Leslie Osborne                | 30            | Verloren (NZL) Gewonnen (AUS)      | 1 U – 3 N 2 S               | Lewis Jones (26)                | 22 S – 2 N       | Ceylon                                 |
| 1955 | Südafrika                 | Robin Thompson Cliff Morgan          | Jack Siggins                  | 25            | Unentschieden                      | 2 S – 2 N                   | Jeff Butterfield (12)           | 17 S – 1 U – 3 N | Südwestafrika Rhodesien (2×) Ostafrika |
| 1959 | Australien und Neuseeland | Ronnie Dawson                        | O. B. Glasgow                 | 33            | Gewonnen (AUS) Verloren (NZL)      | 2 S 1 S – 3 N               | David Hewitt (16)               | 24 S – 3 N       |                                        |
| 1962 | Südafrika                 | Arthur Smith Dickie Jeeps            | Harry McKibbin                | 25            | Verloren                           | 1 U – 3 N                   | John Willcox (5)                | 16 S – 3 U – 2 N | Südwestafrika Rhodesien Ostafrika      |
| 1966 | Australien und Neuseeland | David Watkins Mike Campbell-Lamerton | John Robins                   | 35            | Gewonnen (AUS) Verloren (NZL)      | 2 S 4 N                     | Stewart Wilson (30)             | 21 S – 3 U – 5 N | Kanada                                 |
| 1968 | Südafrika                 | Tom Kiernan Dickie Jeeps             | Ronnie Dawson                 | 20            | Verloren                           | 1 U – 3 N                   | Tom Kiernan (35)                | 15 S – 1 N       | Südwestafrika Rhodesien                |
| 1971 | Neuseeland                | John Dawes                           | Carwyn James                  | 26            | Gewonnen                           | 2 S – 1 U – 1 N             | Barry John (30)                 | 21 S – 1 N       |                                        |
| 1974 | Südafrika                 | Willie John McBride                  | Syd Millar                    | 22            | Gewonnen                           | 3 S – 1 U                   | Phil Bennett (26)               | 18 S             | Rhodesien                              |
| 1977 | Neuseeland                | Phil Bennett                         | John Dawes                    | 26            | Verloren                           | 1 S – 3 N                   | Phil Bennett (18)               | 20 S – 2 N       | Fidschi Barbarians                     |
| 1980 | Südafrika                 | Bill Beaumont                        | Noel Murphy                   | 18            | Verloren                           | 1 S – 3 N                   | Tony Ward (18)                  | 14 S             |                                        |
| 1983 | Neuseeland                | Ciaran Fitzgerald                    | Jim Telfer                    | 18            | Verloren                           | 4 N                         | Ollie Campbell (15)             | 12 S – 2 N       |                                        |
| 1989 | Australien                | Finlay Calder                        | Ian McGeechan                 | 12            | Gewonnen                           | 2 S – 1 N                   | Gavin Hastings (28)             | 9 S              |                                        |
| 1993 | Neuseeland                | Gavin Hastings                       | Ian McGeechan                 | 13            | Verloren                           | 1 S – 2 N                   | Gavin Hastings (38)             | 6 S – 4 N        |                                        |
| 1997 | Südafrika                 | Martin Johnson                       | Ian McGeechan                 | 13            | Gewonnen                           | 2 S – 1 N                   | Neil Jenkins (41)               | 9 S – 1 N        |                                        |
| 2001 | Australien                | Martin Johnson                       | Graham Henry                  | 10            | Verloren                           | 1 S – 2 N                   | Jonny Wilkinson (36)            | 6 S – 1 N        |                                        |
| 2005 | Neuseeland                | Brian O’Driscoll Gareth Thomas       | Clive Woodward                | 11            | Verloren                           | 3 N                         | Stephen Jones (14)              | 7 S – 1 N        | Argentinien *                          |
| 2009 | Südafrika                 | Paul O’Connell                       | Ian McGeechan                 | 10            | Verloren                           | 1 S – 2 N                   | Stephen Jones (39)              | 6 S – 1 U        |                                        |
| 2013 | Australien                | Sam Warburton Alun Wyn Jones         | Warren Gatland                | 10            | Gewonnen                           | 2 S – 1 N                   | Leigh Halfpenny (49)            | 6 S – 1 N        | Barbarians                             |
| 2017 | Neuseeland                | Sam Warburton Peter O’Mahony         | Warren Gatland                | 10            | Unentschieden                      | 1 S – 1 U – 1 N             | Owen Farrell (31)               | 4 S – 1 U – 2 N  |                                        |
| 2021 | Südafrika                 | Alun Wyn Jones                       | Warren Gatland                | 9             | Verloren                           | 1 S – 2 N                   | Dan Biggar (23)                 | 5 S – 1 N        | Japan                                  |
| 2025 | Australien                | Maro Itoje                           | Andy Farrell                  | 10            | Gewonnen                           | 2 S – 1 N                   | Finn Russell (17)               | 8 S – 2 N        | Argentinien                            |
| 2029 | Neuseeland                |                                      |                               |               |                                    |                             |                                 |                  |                                        |

Für gewöhnlich werden nur die Begegnungen mit den Nationalmannschaften der Tourgastgeber als offizielle Test Matches gewertet, die Anerkennung weiterer Test Matches obliegt dem Organisationskomitee der Lions. So wurde das Vorbereitungsspiel 2005 gegen Argentinien als Test Match anerkannt, die Aufwärmspiele 2021 gegen Japan und 2025 gegen Argentinien dagegen nicht.

## Zukunft
In der Vergangenheit galt es als große Ehre für einen Spieler, für die Lions berufen zu werden – größer selbst, als für eine der vier Nationalmannschaften zu spielen. Auch für den jeweiligen Gegner war es ein einmaliges Erlebnis. Zunehmend wird jedoch die Zukunft der Lions von Spielern, Verantwortlichen und Medien in Frage gestellt, besonders nach den eher schwachen Leistungen der Touren nach Australien 2013 und Neuseeland 2017. Oft werden die mehrere Wochen langen Touren als Anachronismus der Amateurära in der hoch professionalisierten Welt des internationalen Rugby Union bezeichnet. Auf der anderen Seite verkörpern die Lions für viele die alte Rugbytradition, weshalb die Lions-Touren weiterhin unverändert durchgeführt und die Test Matches offiziellen Status besitzen sollen. Eine Minderheit ist der Meinung, dass die Lions zwar weiterhin existieren sollten, jedoch ähnlich anderer „zusammengewürfelter“ Mannschaften wie den Barbarians mehr aus Spaß am Spiel denn als ernsthaftes Team mit internationalem Status. Mit dem Aufstieg Argentiniens zu einer der besten Rugbynationen gibt es auch vermehrt Bestrebungen, Touren oder zumindest vermehrt Test Matches gegen die Pumas, die argentinische Nationalmannschaft, zu organisieren.
2021 kündigte das Management der Lions an, dass die Möglichkeiten einer Frauenmannschaft der British and Irish Lions untersucht werde. Diese wurde 2024 gegründet und ihre erste Tour ist für das Jahr 2027 nach Neuseeland geplant.

## Test Matches
Die British and Irish Lions haben 55 ihrer 129 Test Matches gewonnen, was einer Gewinnquote von 42,64 % entspricht. Die Statistik der Test Matches der Lions gegen alle Nationen, alphabetisch geordnet, ist wie folgt (Stand 3. August 2025):
| Land        | Spiele | Gewonnen | Unent- schieden | Verloren | % Siege |
| ----------- | ------ | -------- | --------------- | -------- | ------- |
| Argentinien | 7      | 6        | 1               | 0        | 85,71   |
| Australien  | 26     | 19       | 0               | 7        | 73,08   |
| Ceylon      | 1      | 1        | 0               | 0        | 100,00  |
| Fidschi     | 1      | 0        | 0               | 1        | 0,00    |
| Frankreich  | 1      | 1        | 0               | 0        | 100,00  |
| Kanada      | 1      | 1        | 0               | 0        | 100,00  |
| Neuseeland  | 41     | 7        | 4               | 30       | 17,07   |
| Ostafrika   | 2      | 2        | 0               | 0        | 100,00  |
| Südafrika   | 49     | 18       | 6               | 25       | 36,73   |
| Gesamt      | 129    | 55       | 11              | 63       | 42,64   |

## Touren
| Land        | Touren | Gewonnen | Unent- schieden | Verloren | % Siege |
| ----------- | ------ | -------- | --------------- | -------- | ------- |
| Argentinien | 3      | 3        | 0               | 0        | 100,00  |
| Australien  | 10     | 8        | 0               | 2        | 80,00   |
| Neuseeland  | 12     | 1        | 1               | 10       | 8,00    |
| Südafrika   | 13     | 4        | 1               | 8        | 31,00   |
| Gesamt      | 38     | 16       | 2               | 20       | 42,11   |

## Spieler

### Bekannte Spieler

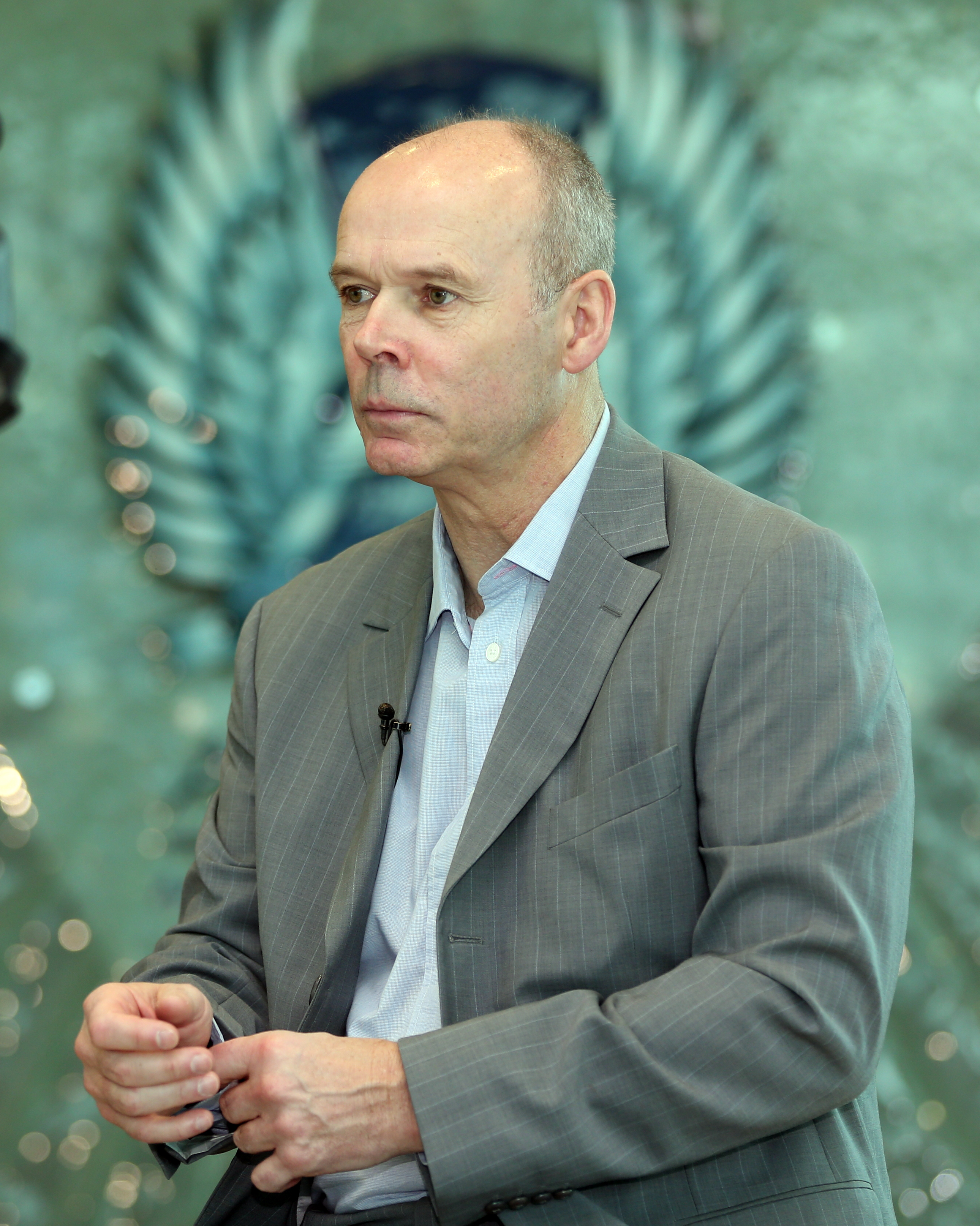
Clive Woodward

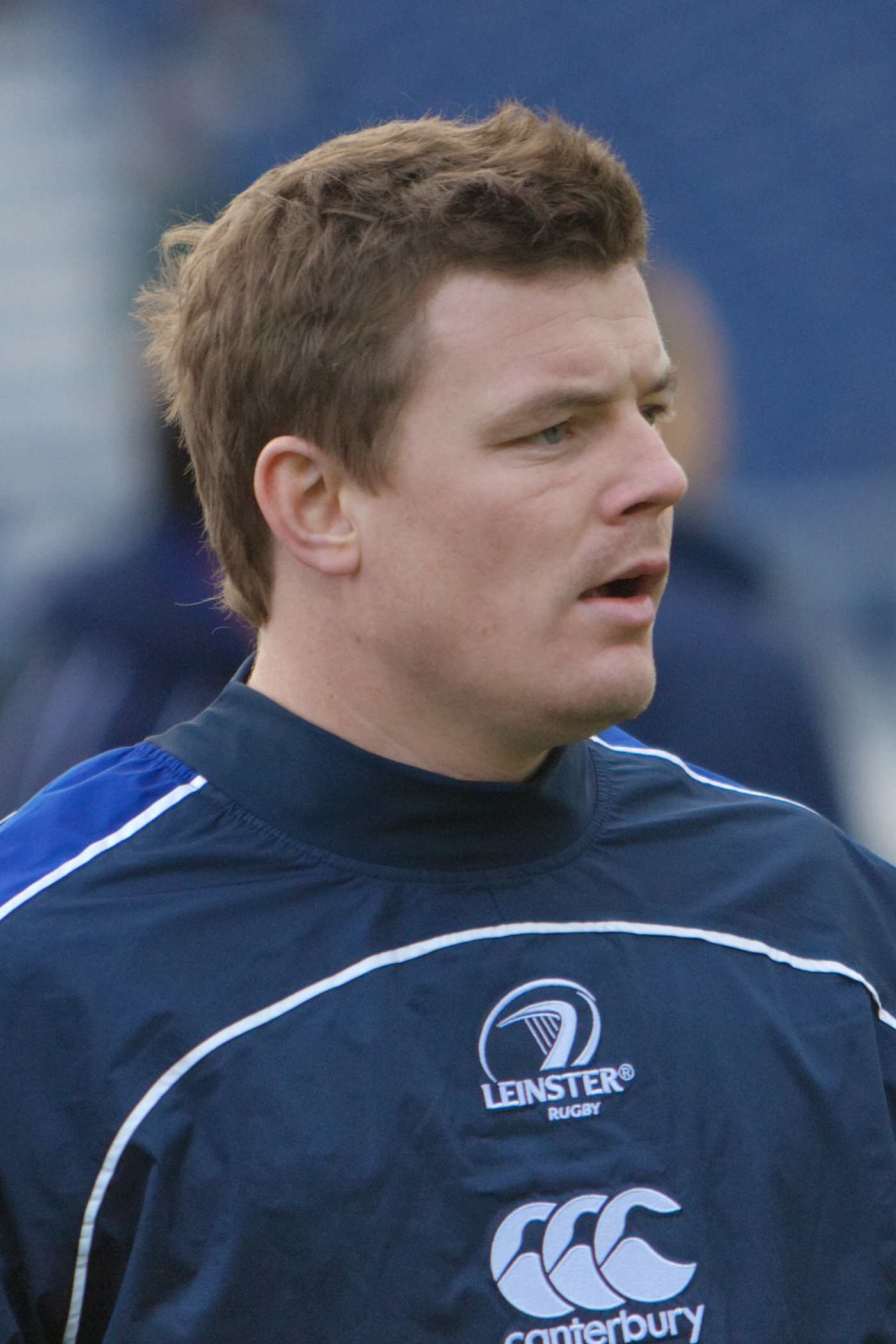
Brian O’Driscoll

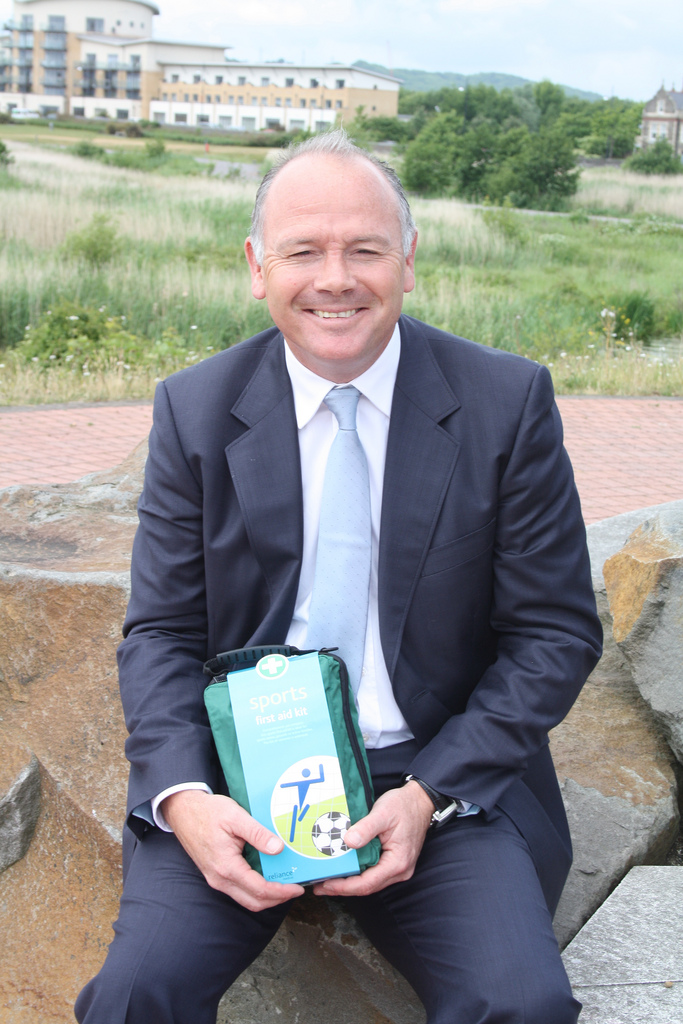
Ieuan Evans

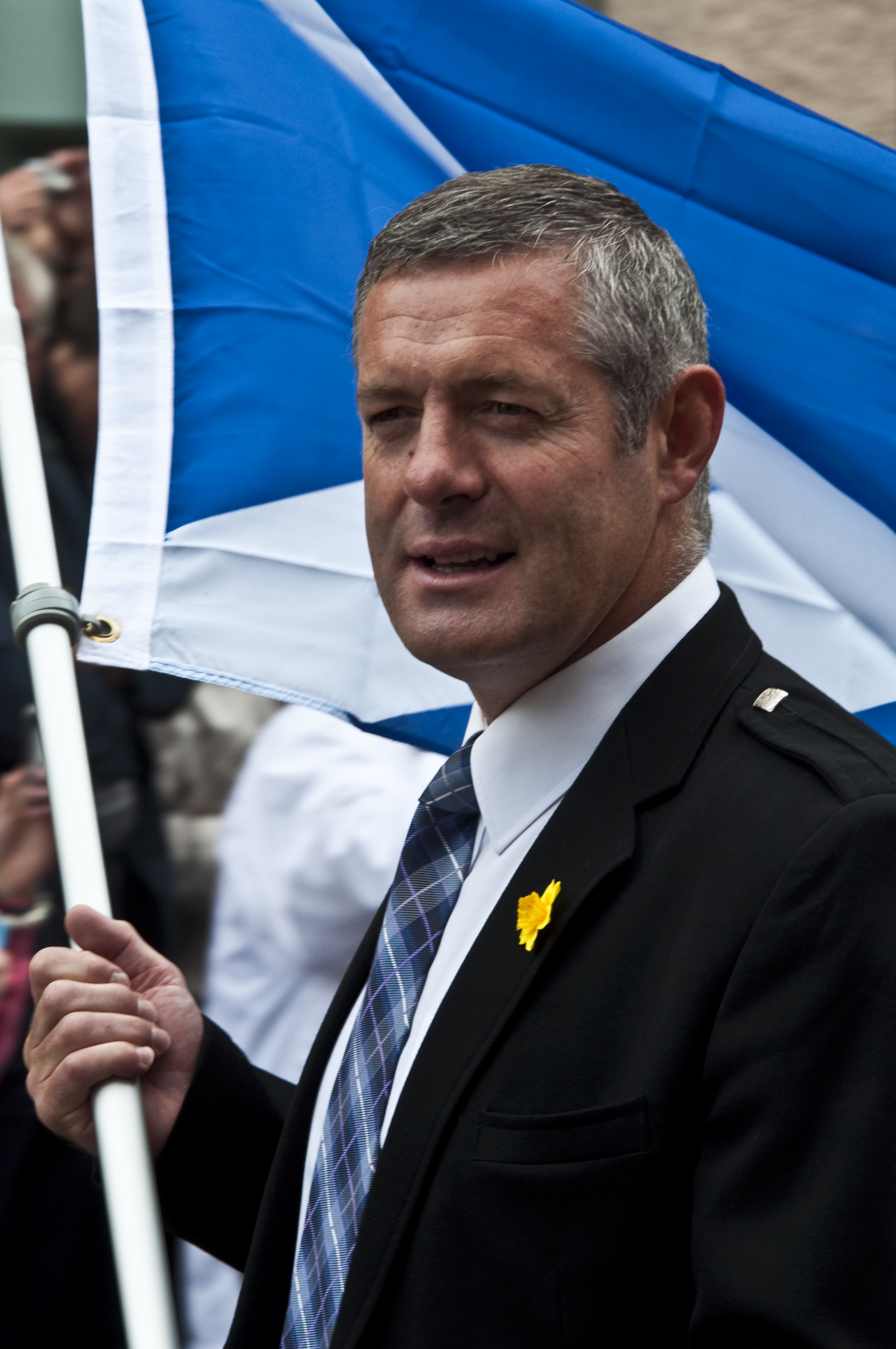
Gavin Hastings

Zahlreiche Spieler der British and Irish Lions sind in die World Rugby Hall of Fame aufgenommen worden. Von diesen haben alle auch für ihre jeweilige Nationalmannschaft gespielt. Ebenfalls aufgenommen wurde die Tour-Mannschaft von 1888.
Die nachfolgende Liste zeigt jene Mitglieder der Hall of Fame, die für die Lions gespielt haben. In Klammern steht das Jahr der Teilnahme an einer Lions-Tour.
| England - Rob Andrew (1989, 1993) - Bill Beaumont (1977, 1980) - Will Carling (1993) - Lawrence Dallaglio (1997, 2001, 2005) - Jeremy Guscott (1989, 1993, 1997) - Richard Hill (1997, 2005) - Martin Johnson (1993, 1997, 2001) - Jason Leonard (1993, 1997, 2001) - Robert Seddon (1888) - Henry Vassall (1908) - Wavell Wakefield (1927) - Clive Woodward (1980, 1983; 2005 als Trainer) Irland - Ronnie Dawson (1959) - Mike Gibson (1966, 1968, 1971) - Tom Kiernan (1962, 1966, 1968) - Jack Kyle (1950) - Willie John McBride (1962, 1966, 1968, 1971, 1974) - Syd Millar (1959, 1962, 1968) - Brian O’Driscoll (2001, 2005, 2009, 2013) - Ronan O’Gara (2001, 2005, 2009) - Tony O’Reilly (1955, 1959) - Fergus Slattery (1971, 1974) - Keith Wood (1997, 2001) | Schottland - David Bedell-Sivright (1903) - Gordon Brown (1971, 1974, 1977) - Jim Greenwood (1955) - Gavin Hastings (1989, 1993) - Andy Irvine (1974, 1977, 1980; 2013 als Tourmanager) - Bill Maclagan (1891) - Ian McGeechan (1974, 1977; 1989 und 2009 als Trainer) - Jim Telfer (1966, 1968; 1983 und 1997 als Trainer) Wales - Phil Bennett (1974, 1977) - Mervyn Davies (1971, 1974) - John Dawes (1971; 1977 als Trainer) - Gareth Edwards (1968, 1971, 1974) - Ieuan Evans (1989, 1993, 1997) - Carwyn James (1971 als Trainer) - Barry John (1968, 1971) - Jack Matthews (1950) - Cliff Morgan (1955) - Gwyn Nicholls (1899) - Keith Rowlands (1962) - Bleddyn Williams (1950) - Johnny Williams (1908) - J. P. R. Williams (1971, 1974) - Shane Williams (2005, 2009, 2013) |

### Spielerstatistiken
Nachfolgend sind die wichtigsten Statistiken aufgelistet, die Spieler der Lions betreffen. Die mit * markierten Spieler sind noch aktiv und können sich weiter verbessern.
(Stand: August 2025)
| Rang | Name                | Land    | Zeitraum  | Spiele |
| ---- | ------------------- | ------- | --------- | ------ |
| 01   | Willie John McBride | Irland  | 1962–1974 | 17     |
| 02   | Dickie Jeeps        | England | 1955–1962 | 13     |
| 03   | Mike Gibson         | Irland  | 1966–1971 | 12     |
| 04   | Alun Wyn Jones      | Wales   | 2010–2021 | 12     |
| 05   | Graham Price        | Wales   | 1977–1983 | 12     |
| 06   | Tony O’Reilly       | Irland  | 1955–1959 | 10     |
| 07   | R. H. Williams      | Wales   | 1955–1959 | 10     |
| 08   | Gareth Edwards      | Wales   | 1968–1974 | 10     |
| 09   | Syd Millar          | Irland  | 1955–1959 | 09     |
| 10   | Mako Vunipola       | England | 2013–2021 | 09     |

| Rang | Name                   | Land       | Zeitraum  | Spiele |
| ---- | ---------------------- | ---------- | --------- | ------ |
| 01   | Ronnie Dawson          | Irland     | 1959      | 6      |
| 02   | Martin Johnson         | England    | 1997–2001 | 6      |
| 03   | Bill Beaumont          | England    | 1980      | 4      |
| 04   | Phil Bennett           | Wales      | 1977      | 4      |
| 05   | Mike Campbell-Lamerton | Schottland | 1966      | 4      |
| 06   | Ronald Cove-Smith      | England    | 1924      | 4      |
| 07   | John Dawes             | Wales      | 1971      | 4      |
| 08   | Ciaran Fitzgerald      | Irland     | 1983      | 4      |
| 09   | Tom Kiernan            | Irland     | 1968      | 4      |
| 10   | Willie John McBride    | Irland     | 1974      | 4      |

| Rang | Name            | Land       | Zeitraum  | Punkte |
| ---- | --------------- | ---------- | --------- | ------ |
| 01   | Andy Irvine     | Schottland | 1974–1980 | 281    |
| 02   | Phil Bennett    | Wales      | 1974–1977 | 236    |
| 03   | Bob Hiller      | England    | 1968–1971 | 214    |
| 04   | Gavin Hastings  | Schottland | 1989–1993 | 192    |
| 05   | Barry John      | Wales      | 1968–1971 | 188    |
| 06   | Ollie Campbell  | Irland     | 1980–1983 | 184    |
| 07   | Malcolm Thomas  | Wales      | 1950–1959 | 152    |
| 08   | Leigh Halfpenny | Wales      | 2009–2017 | 145    |
| 09   | Neil Jenkins    | Wales      | 1997–2001 | 142    |
| 10   | Charles Adamson | England    | 1899      | 136    |

| Rang | Name            | Land       | Zeitraum  | Versuche |
| ---- | --------------- | ---------- | --------- | -------- |
| 01   | Tony O’Reilly   | Irland     | 1955–1959 | 37       |
| 02   | Randolph Aston  | England    | 1891      | 30       |
| 03   | Jim Unwin       | England    | 1938      | 23       |
| 04   | Andrew Stoddart | England    | 1959      | 22       |
| 05   | J. J. Williams  | Wales      | 1974–1977 | 22       |
| 06   | Mike Gibson     | Irland     | 1966–1971 | 22       |
| 07   | Andy Irvine     | Schottland | 1974–1980 | 21       |
| 08   | Carl Aarvold    | England    | 1927–1930 | 20       |
| 09   | Lawrence Bulger | Irland     | 1896      | 19       |
| 10   | Peter Jackson   | England    | 1959      | 19       |